# Hortolândia
Hortolândia é um município brasileiro no interior do estado de São Paulo. Localiza-se na Região Metropolitana de Campinas, a noroeste da capital do estado, distando desta cerca de 110 km. Ocupa uma área de 62,224 km², sendo que 24,5341 km² estão em perímetro urbano e os 37,7 km² restantes constituem a zona rural. Sua população de acordo com o Censo 2022 (IBGE) era de 236 641 habitantes, sendo o 38º mais populoso de São Paulo. Faz parte do chamado "Complexo Metropolitano Expandido", que ultrapassa os 29 milhões de habitantes e que compõe aproximadamente 75 por cento da população do estado. As regiões metropolitanas de Campinas e de São Paulo já formam a primeira macrometrópole do hemisfério sul.
Hortolândia foi fundada em 1991, desmembrando-se de Sumaré, sendo que a localização privilegiada e a proximidade com grandes polos industriais do país fizeram com que o município passasse por um rápido desenvolvimento demográfico e industrial, que já vinha ocorrendo desde antes da emancipação, e fosse considerada como polo tecnológico, havendo atualmente representação de várias empresas de parâmetro tecnológico altamente avançado. Essas atividades fazem com que o município tenha o 89º maior PIB brasileiro, contando também com diversos campi de universidades de renome, tais como o Instituto Federal de São Paulo (IFSP) e o Centro Universitário Adventista de São Paulo (UNASP).
Alguns dos principais atrativos da cidade são a Lagoa Da Fé, Praça da cidadania sendo uma das únicas na metrópole, Parque Socioambiental Irmã Dorothy Stang, o Parque Santa Clara/CREAPE (Centro de Referência Ambiental Parque Escola) e o Parque Linear Chico Mendes, sendo importantes áreas verdes que disponibilizam espaços para prática de esportes e descansos. Há ainda os projetos e eventos culturais realizados pela Secretaria Municipal de Cultura, órgão responsável por projetar a vida cultural hortolandense.

## História

### Origens
Em 1798, terras foram doadas pela Coroa Portuguesa a José Teixeira Nogueira, importante dono de engenho da região. Trouxe pela primeira vez, para onde hoje está o município de Hortolândia, o café, cujo trabalho das fazendas era à base da escravidão. Após a libertação dos escravos, terras foram doadas a estes, porém roubadas por um médico norte-americano. Algumas áreas chegavam a ser renegociadas, porém as que eram disponibilizadas não favoreciam o café, sendo que para aproveitá-las passaram a ser cultivados o algodão, cana-de-açúcar e a pecuária. O lugar, que ainda servia como ponto de parada de tropeiros, colonos e escravos, passou a denominar-se Jacuba (do tupi-guarani, y-acub, "água quente"), "Sítio de Jacuba", uma vez que estes viajantes se aproveitavam das águas dos riachos e das sombras das árvores para descansarem e se alimentarem.

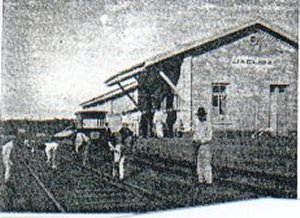
A estação de Jacuba, em 1918. Foto do álbum dos 50 anos da Paulista, Museu da Cia. Paulista, Jundiaí.

O povoado começou a tomar expressão quando foi inaugurado, em 1896, o posto telegráfico. Mais tarde, em 1917, o posto telegráfico de Jacuba passou a ser estação ferroviária. Só em 1947 é que começa o seu crescimento, com a apropriação do loteamento Parque Ortolândia, de propriedade de João Ortolan. Em dezembro de 1953, o povoado de Jacuba, pertencente ao distrito de Santa Cruz, município de Campinas, foi elevado a distrito de Jacuba, do município de Sumaré, emancipado na mesma época. A proposta da alteração do nome de Jacuba deu-se porque já existia no Estado de São Paulo na cidade de Iacanga (tempos depois passou a pertencer a cidade de Arealva), um distrito com o nome Jacuba.
A partir de meados da década de 1970, inicia-se em Sumaré, um processo de industrialização, com incentivos fiscais. Instala-se no distrito de Hortolândia, à margem da Rodovia Campinas-Monte Mor (SP-101), a fábrica americana IBM. Outras empresas são atraídas por terra farta e incentivo fiscal. Instalam-se no município, mais precisamente no distrito de Hortolândia, as empresas Armco do Brasil S/A, Dow Corning do Brasil Ltda, Fibramatex S/A Cimento e Amianto, Granjas Ito S/A, Grupo Cobrasma- Braseixos, Nativa Industrial Ltda, Nativa Construções elétricas, Westfalia Separator do Brasil, Ingersoll Rand Brasil Ltda, dentre outras.

### O processo de emancipação político-administrativa de 1975 a 1991

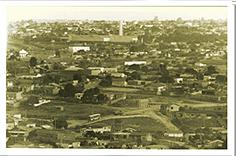
Hortolândia na década de 70.

O início do processo de emancipação de Hortolândia teve sua origem em 1975, com a formação da Primeira Comissão Pró Emancipação, presidida por Hélio Pazinatto, com apoio total e irrestrito do então Presidente da Câmara Municipal de Vereadores de Sumaré, e antigo chefe da estação ferroviária Oswaldo Roncolatto, e do vereador hortolandense Nelson Alexandre, dos líderes Alberto Breda (Ticão Breda), seus filhos Walter e Milton, tendo como Coordenador da comissão Paulo Carlos Filzek e o representante Parlamentar o Deputado Federal Gióia Junior. Esta primeira tentativa foi infrutífera devido de Hortolândia não alcançar 5 milésimos da arrecadação estadual e também pelo Presidente da República não ter dado o aval para a emancipação, que era uma prerrogativa da Lei Complementar N. 28.
Na década de 1980, Hortolândia era responsável pela maior parte da arrecadação de Sumaré, que ultrapassava os 60%. A organização popular seguiu para o movimento pró-emancipação. Os moradores queriam autonomia para definir o futuro de Hortolândia, os hortolandenses decidiram pela criação do município. No ano de 1988, com o início da abertura política e a aprovação da nova Constituição Brasileira, aflorou nos líderes comunitários dos bairros de Hortolândia e na população o interesse por tornar-se um distrito autônomo. Nesta turbulência de ideais sociais, em 26 de abril de 1989, formou-se uma Comissão Pró-Emancipação, na qual elegeram Luiz Antônio Dias da Silva Presidente da Comissão de Emancipação e Carlos Custodio de Oliveira Vice-Presidente da Comissão. Esse grupo passou então a estudar e planejar os movimentos da campanha de emancipação.
Pela Resolução nº 714, de 21 de dezembro de 1990, a Assembleia Legislativa do Estado de São Paulo (ALESP) marca para maio de 1991 a realização do plebiscito. Por manobras políticas e jurídicas, no dia 17 de maio de 1991 a então administração da prefeitura de Sumaré tenta manter a posse do distrito, mas a 19 de maio realiza-se o plebiscito, em que mais de 19,5 mil eleitores compareceram às urnas e votaram para deliberar sobre a emancipação. Importante esclarecer que naquela ocasião somente 32 mil eleitores estavam aptos a expressar seu voto. Naquele dia histórico, a voz do povo se fez ouvir com a clareza impressionante. Dos 19 592 eleitores que compareceram às urnas, 19 081 optaram pelo "Sim" e 255 pelo "Não". Foram 97,4% de votos "Sim", a favor da emancipação.

### Após a emancipação
O município de Hortolândia situa-se em uma posição estratégica, entre grandes polos de desenvolvimento. Por sua posição privilegiada, a região atrai grandes organizações industriais, além de estar cercada por grandes universidades. A localização geográfica do município se dá a oeste de Campinas, limitando-se ainda com os municípios de Sumaré e Monte Mor. Possui uma área de 62 km², sendo o menor município da Região Metropolitana de Campinas. O principal rio que corta o município é o Ribeirão Jacuba. O município beneficiou-se economicamente por estar ao longo da Rodovia Anhanguera, ser limítrofe de Campinas e estar próximo ao Aeroporto Internacional de Viracopos. Mais recentemente foi implantada a continuação da Rodovia dos Bandeirantes (SP-348) que atravessa o município, na região do Jardim Amanda. Esta rodovia permitiu importante acesso ao município através do trevo no entrocamento com a Rodovia Jornalista Francisco Aguirre Proença (SP-101) em área próxima a empresa IBM do Brasil.
Há uma visível conurbação entre Campinas, Sumaré e Hortolândia, sem uma clara identificação dos limites territoriais destes municípios. A interdependência física-territorial e sócio-econômica é um elemento de extrema importância na elaboração de planos e projetos para os municípios em questão.

## Geografia

Mapa da Região Metropolitana de Campinas.

A área do município, segundo o Instituto Brasileiro de Geografia e Estatística, é de 62,224 km², sendo que 24,5341 km² constituem a zona urbana e os 37,7 km² restantes constituem a zona rural. Situa-se a 22º51′28” de latitude sul e 47º13′12” de longitude oeste e está a uma distância de 114 quilômetros a noroeste da capital paulista. Limita-se com Sumaré, a norte; Monte Mor, a sul e oeste; e Campinas, a leste.

### Região Metropolitana
O intenso processo de conurbação atualmente em curso na região vem criando uma metrópole cujo centro está na cidade de Campinas, atingindo vários municípios, como Sumaré, Indaiatuba, Americana, Santa Bárbara d'Oeste, Valinhos, Itatiba e Paulínia, além de Hortolândia. A Região Metropolitana de Campinas (RMC) foi criada pela lei complementar estadual 870, de 19 de junho de 2000, e atualmente é constituída por 19 municípios, sendo a nona maior aglomeração urbana do Brasil, com 2 798 477 habitantes. É uma das mais dinâmicas no cenário econômico brasileiro e representa 2,7% do Produto Interno Bruto nacional e 7,83% do produto interno bruto paulista, ou seja, cerca de 77,7 bilhões de reais por ano.
Hortolândia faz parte do chamado "Complexo Metropolitano Expandido", que ultrapassa os 29 milhões de habitantes, aproximadamente 75 por cento da população do estado paulista inteiro. As regiões metropolitanas de Campinas e de São Paulo já formam a primeira megalópole (ou macrometrópole) do hemisfério sul, unindo 65 municípios que juntos abrigam mais de 12% da população brasileira.

### Relevo e hidrografia
A cidade se localiza na chamada Depressão Periférica Paulista, formação entre os planaltos ocidental e atlântico (Serra do Mar e Serra da Mantiqueira). No relevo apresenta-se predominância de áreas com colinas amplas, tendo topos extensos e planos. Muitas delas servem como divisores de água entre dois rios ou represas. Nas vertentes configura-se um formato retilíneo, predominantemente convexo, resultando em elevações de encostas suaves e vales abertos. Essas colinas atingem picos de altitudes que variam entre 600 e 630 metros, com os rios escavando vales cuja altitude chega a valores inferiores a 550 m.

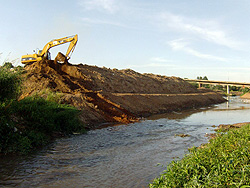
Foto da ampliação da margem do Ribeirão Jacuba.

O solo é formado pela decomposição de rochas eruptivas, com drenagem de baixa densidade e solos variando de latossolos vermelhos a amarelos, próprios para culturas mecanizáveis; e ainda solos prodozolizados arenosos, próprios às pastagens e culturas ocasionais. Em alguns trechos as camadas são sedimentares, o substrato arenito faz com que o solo seja mais empobrecido, de acidez acentuada e susceptível à erosão, sendo que essas características são mais notáveis onde o relevo é mais ondulado.
A bacia hidrográfica do rio Piracicaba, bacia que Hortolândia e região estão localizadas, abrange o sudeste do estado de São Paulo e extremo sul de Minas Gerais e é a principal fonte de extração de água para consumo na Região Metropolitana de Campinas. O principal rio que corta o município é o Ribeirão Jacuba. Em 2003 foram delimitadas no território seis microbacias: a Microbacia do Córrego Taquara Branca (localizada parcialmente em Hortolândia e parcialmente em Sumaré, sendo pouco urbanizada); a Microbacia do Córrego Terra Preta (região intensamente urbanizada, onde há possibilidade de recuperação das matas ciliares); a Microbacia Lagoa Santa Clara (composta por áreas industriais e residenciais e é entrecortada pela Rodovia dos Bandeirantes); a Microbacia do Ribeirão Jacuba ou Hortolândia (a principal do município, sendo que o Ribeirão Jacuba banha a região do centro da cidade); a Microbacia Vila Guedes (de pequena extensão) e a Microbacia do Córrego da Fazenda São Joaquim (composta por terras ainda não urbanizadas).

### Clima
O clima de Hortolândia é tropical de altitude (tipo Cwa segundo Köppen), com diminuição de chuvas no inverno e temperatura média anual de 21,6 °C, tendo invernos secos e amenos (raramente frios de forma demasiada) e verões chuvosos com temperaturas moderadamente altas. O mês mais quente, fevereiro, conta com temperatura média de 24,5 °C, sendo a média máxima de 30,1 °C e a mínima de 18,9 °C. E o mês mais frio, julho, com média de 17,8 °C, sendo 25,0 °C e 10,7 °C a média máxima e mínima, respectivamente. Outono e primavera são estações de transição.
A precipitação média anual é de 1384,3 mm, sendo agosto o mês mais seco, quando ocorrem apenas 21,0 mm. Em janeiro, o mês mais chuvoso, a média fica em 279,6 mm. Nos últimos anos, entretanto, os dias quentes e secos durante o inverno têm sido cada vez mais frequentes, não raro ultrapassando a marca dos 30 °C, especialmente entre julho e setembro. Em agosto de 2010, por exemplo, não choveu nada na cidade.  Durante a época das secas e em longos veranicos em pleno período chuvoso também são comuns registros de queimadas em matagais, principalmente na zona rural da cidade, o que contribui com o desmatamento e com o lançamento de poluentes na atmosfera, prejudicando ainda a qualidade do ar.
| Dados climatológicos para Hortolândia                                                    | Dados climatológicos para Hortolândia | Dados climatológicos para Hortolândia | Dados climatológicos para Hortolândia | Dados climatológicos para Hortolândia | Dados climatológicos para Hortolândia | Dados climatológicos para Hortolândia | Dados climatológicos para Hortolândia | Dados climatológicos para Hortolândia | Dados climatológicos para Hortolândia | Dados climatológicos para Hortolândia | Dados climatológicos para Hortolândia | Dados climatológicos para Hortolândia | Dados climatológicos para Hortolândia |
| Mês                                                                                      | Jan                                   | Fev                                   | Mar                                   | Abr                                   | Mai                                   | Jun                                   | Jul                                   | Ago                                   | Set                                   | Out                                   | Nov                                   | Dez                                   | Ano                                   |
| ---------------------------------------------------------------------------------------- | ------------------------------------- | ------------------------------------- | ------------------------------------- | ------------------------------------- | ------------------------------------- | ------------------------------------- | ------------------------------------- | ------------------------------------- | ------------------------------------- | ------------------------------------- | ------------------------------------- | ------------------------------------- | ------------------------------------- |
| Temperatura máxima média (°C)                                                            | 30,0                                  | 30,1                                  | 29,7                                  | 27,9                                  | 25,9                                  | 24,7                                  | 25,0                                  | 27,0                                  | 28,0                                  | 28,6                                  | 29,2                                  | 29,2                                  | 27,9                                  |
| Temperatura mínima média (°C)                                                            | 18,7                                  | 18,9                                  | 18,1                                  | 15,4                                  | 12,7                                  | 11,2                                  | 10,7                                  | 12,0                                  | 14,0                                  | 15,7                                  | 16,6                                  | 18,0                                  | 15,2                                  |
| Precipitação (mm)                                                                        | 279,6                                 | 190,9                                 | 161,6                                 | 59,3                                  | 69,5                                  | 37,4                                  | 33,2                                  | 21,0                                  | 79,2                                  | 114,2                                 | 144,3                                 | 194,7                                 | 1 291,8                               |
| Fonte: Centro de Pesquisas Meteorológicas e Climáticas Aplicadas à Agricultura (Cepagri) |                                       |                                       |                                       |                                       |                                       |                                       |                                       |                                       |                                       |                                       |                                       |                                       |                                       |

### Ecologia e meio ambiente

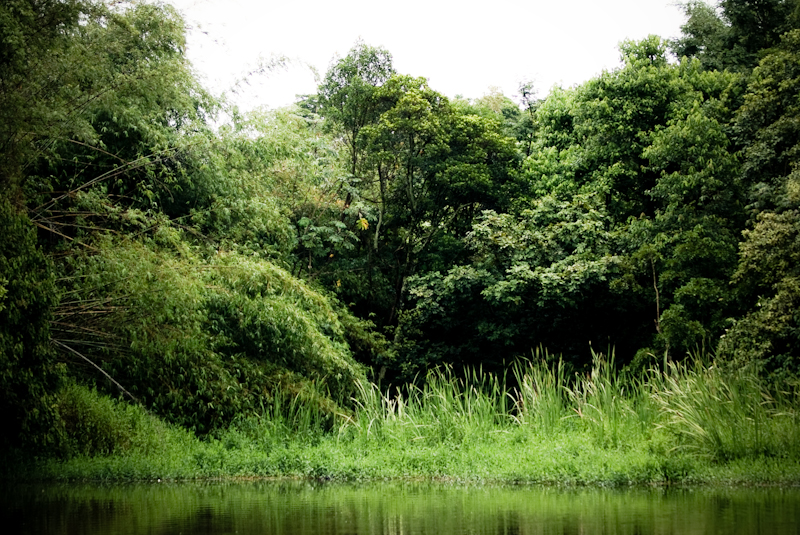
Área verde no bairro Jardim Nova Europa.

A maior parte da vegetação original que possuía na cidade, a Mata Atlântica, foi devastada. Assim como outros 13 municípios da Região Metropolitana de Campinas, o município sofre um grave estresse ambiental, sendo que Hortolândia, juntamente com Santa Bárbara d'Oeste e Sumaré, é considerada como uma das áreas mais críticas e sujeitas a enchentes e assoreamentos, contando com menos de 2% de cobertura vegetal. Isso é resultado de um histórico processo de uso da terra por monoculturas como o café e da pecuária bovina.

Para tentar reverter este quadro, vários projetos foram e estão sendo realizados e planejados, como a construção de corredores ecológicos, apesar de que os fragmentos remanescentes de mata localizados nas áreas de proteção permanente (APP) sofrem continuamente a pressão de assentamentos urbanos irregulares. Também há vários projetos ambientais para combater a destruição das matas ciliares localizadas às margens dos cursos d'água que banham a cidade e uma Área de Preservação Ambiental (APA) está sendo criada para conter a conurbação com cidades vizinhas. Foram criados ainda quatro parques ambientais, que são reservas naturais que ainda ministram aos visitantes e escolas programas de conscientização ambiental. São eles o Parque Ambiental do Jardim Santa Clara do Lago, o Parque Socioambiental Irmã Dorothy Stang, o Parque Socioambiental Chico Mendes, e o Parque Socioambiental do Jardim Amanda.

## Demografia

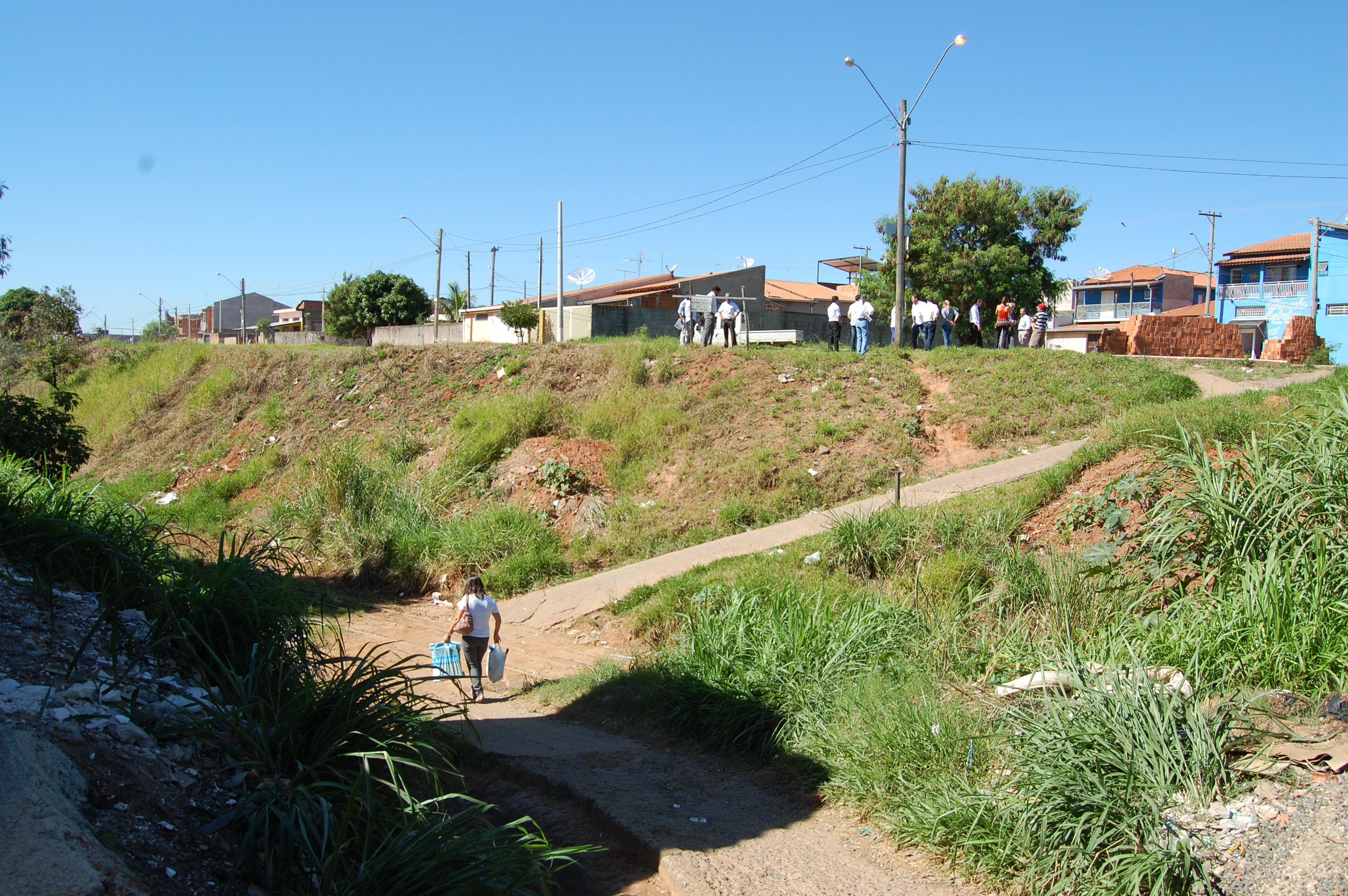
Área abandonada na periferia da cidade.

### População
| Crescimento populacional                             | Crescimento populacional | Crescimento populacional | Crescimento populacional |
| Ano                                                  | População Total          |                          | %±                       |
| ---------------------------------------------------- | ------------------------ | ------------------------ | ------------------------ |
| 2000                                                 | 152 523                  |                          | —                        |
| 2010                                                 | 192 692                  |                          | 26,3%                    |
| 2022                                                 | 236 641                  |                          | 22,8%                    |
| Est. 2024                                            | 247 331                  | [ 41 ]                   | 4,5%                     |
| Fontes: Censos Demográficos IBGE e Estimativas SEADE |                          |                          |                          |

Em 2010, a população do município foi contada pelo Instituto Brasileiro de Geografia e Estatística (IBGE) em 192 692 habitantes, sendo o 40º mais populoso do estado e o quinto mais populoso da Região Metropolitana de Campinas, apresentando uma densidade populacional de 3 146,29 habitantes por km². Segundo o censo de 2010, 97 241 habitantes eram homens e 94 984 habitantes mulheres. Ainda segundo o mesmo censo, todos os habitantes viviam na zona urbana.
O Índice de Desenvolvimento Humano Municipal (IDH-M) de Hortolândia é considerado médio pelo Programa das Nações Unidas para o Desenvolvimento (PNUD). Seu valor é de 0,79, sendo o 243º maior de todo o estado de São Paulo (em 645 municípios); o 328º de toda Região Sudeste do Brasil (em 1666) e o 795º de todo Brasil (entre 5507). A cidade possui a maioria dos indicadores elevados e acima com os da média nacional segundo o PNUD.

### Pobreza, desigualdade e crescimento
Segundo o IBGE, no ano de 2003 o coeficiente de Gini, que mede a desigualdade social, era de 0,40, sendo que 1,00 é o pior número e 0,00 é o melhor. O coeficiente de Gini, que mede a desigualdade social, é de 0,39, sendo que 1,00 é o pior número e 0,00 é o melhor. A incidência da pobreza, medida pelo IBGE, é de 24,01%, o limite inferior da incidência de pobreza é de 17,16%, o superior é de 30,87% e a incidência da pobreza subjetiva é de 18,48%.
Em 2010, 81,3% da população vivia acima da linha da pobreza, 6,0% encontrava-se na linha da pobreza e 12,7% estava abaixo. Em 2000, a participação dos 20% da população mais rica da cidade no rendimento total municipal era de 50,4%, 14 vezes superior à dos 20% mais pobres, que era de 3,6%, sendo que em 1991 a participação dos 20% mais pobres era de 5,0%, ou seja, do começo da década de 1990 até o ano de 2000 houve crescimento da desigualdade social na cidade.

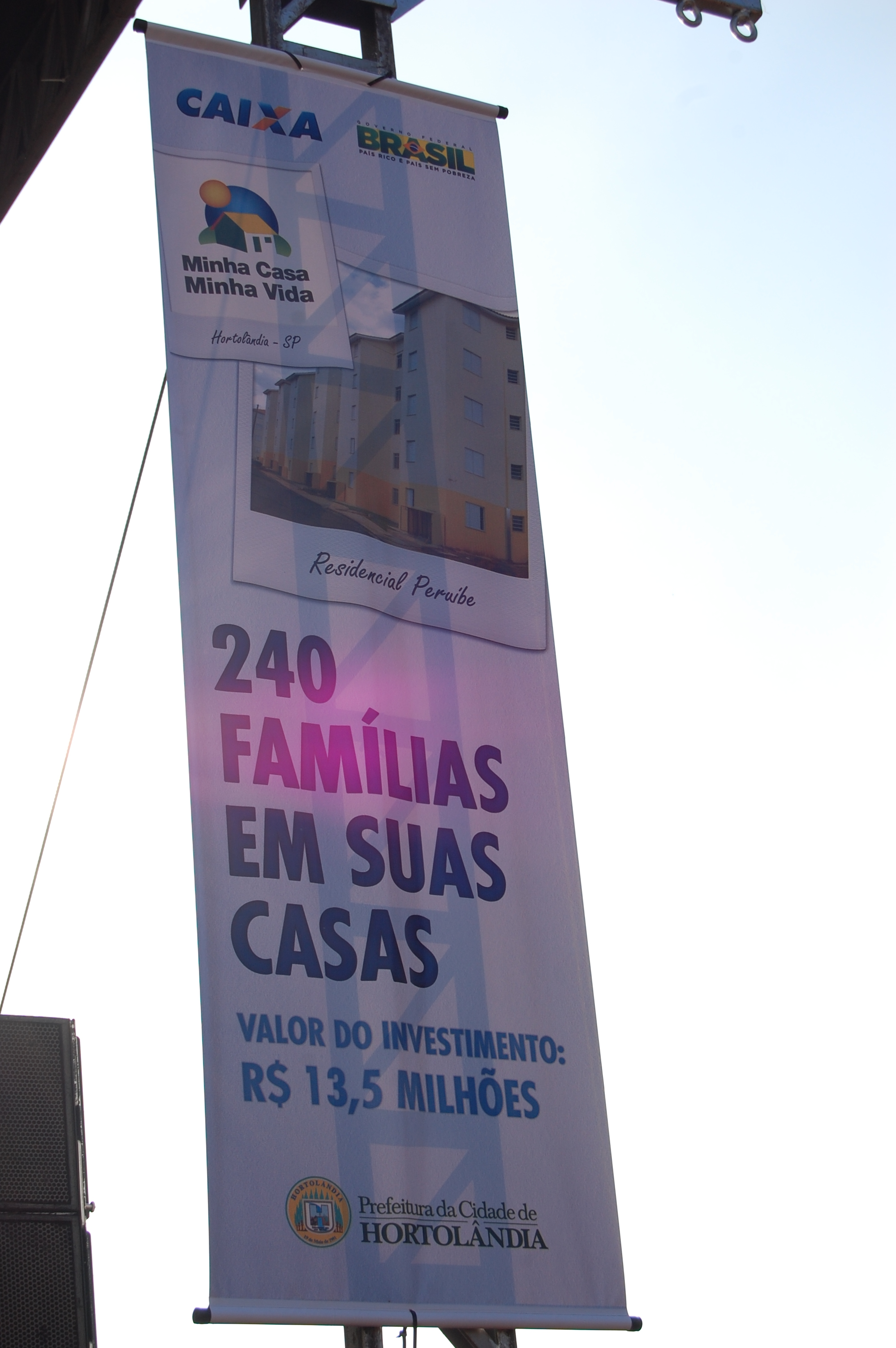
Faixa anunciando obras do projeto Minha Casa, Minha Vida em Hortolândia.

Segundo a prefeitura, em 2008 havia registros de loteamentos irregulares, favelas, mocambos,
palafitas ou assemelhados, sendo que 2 934 habitantes viviam nelas. Muitos destes são pessoas que vieram de outras cidades ou mesmo estados à procura de melhores oportunidades de vida em Hortolândia, porém não conseguiram emprego e acabaram por afixar-se em aglomerados subnormais. Segundo o IBGE, em 2010 as favelas da cidade eram Jardim Estrela, Jardim do Bosque, Jardim do Lago, Sumarezinho e uma extensão da Vila Real, porém a prefeitura considera apenas o Vila Real como aglomerado subnormal. Para reverter a situação houve a tentativa de remoção de moradores de favelas para novas casas ou mesmo conceder o auxílio-moradia a algumas famílias. Outros projetos incluem a construção de conjuntos habitacionais (COHABs) em espaços vazios da cidade, conforme diretrizes do Plano Diretor de Hortolândia.

### Religião
A maioria dos hortolandenses se declara católica, apesar de que hoje é possível encontrar na cidade dezenas de denominações protestantes diferentes, assim como a prática do budismo, do islamismo, espiritismo, entre outras. Também são consideráveis as comunidades judaica, mórmon, e das religiões afro-brasileiras. De acordo com dados do censo de 2010 realizado pelo IBGE, a população hortolandense está composta por: católicos (49,43%), evangélicos (35,76%), pessoas sem religião (9,97%), espíritas (1,10%) e os demais estão divididas entre outras religiões.

#### Igreja Católica Apostólica Romana
Segundo divisão feita pela Igreja Católica, o município está situado na Província Eclesiástica de Campinas, com sede em Campinas. Também faz parte da Arquidiocese de Campinas, criada como diocese em 7 de junho de 1908 e elevada à arquidiocese em 19 de abril de 1958.
Na cidade as comunidades são regidas por cinco paróquias, que correspondem às regiões do Centro (Paróquia do Rosário), Região do Campos Verdes (Paróquia Nossa Senhora Aparecida), Região do Jardim Amanda (Paróquia Santa Luzia), Região do Jardim Rosolen (Paróquia Nossa Senhora Aparecida) e Região do Santa Clara (Paróquia São João Paulo II). O principal templo católico é a igreja matriz de Hortolândia, a Igreja Matriz de Nossa Senhora do Rosário.

#### Igrejas reformadas
A cidade possui os mais diversos credos protestantes ou reformados, como a Igreja Luterana, a Igreja Presbiteriana, a Igreja Adventista do Sétimo Dia, a Igreja Episcopal Anglicana, as igrejas batistas, e a Igreja Metodista, além também de denominações pentecostais como as Assembleias de Deus, Congregação Cristã no Brasil e movimentos neo-pentecostais como a Comunidade Cristã Novo Nascimento, Comunidade Evangélica Sara Nossa Terra, a Igreja do Evangelho Quadrangular, a Igreja Mundial do Poder de Deus e a Igreja Universal do Reino de Deus, entre outras. Como citado acima, de acordo com o IBGE, em 2010 35,76% da população eram protestantes. Desse total, 9,52% são das igrejas evangélicas de origem pentecostal; 2,87% são das evangélicas de missão; 0,64% são das evangélicas sem vínculo institucional; e 0,39% pertencem a outras religiões evangélicas.
Ainda existem também cristãos de várias outras denominações, tais como as Testemunhas de Jeová (que representam 1,25% dos habitantes) e os membros de A Igreja de Jesus Cristo dos Santos dos Últimos Dias (0,20%), também conhecida como Igreja Mórmon.

### Etnias

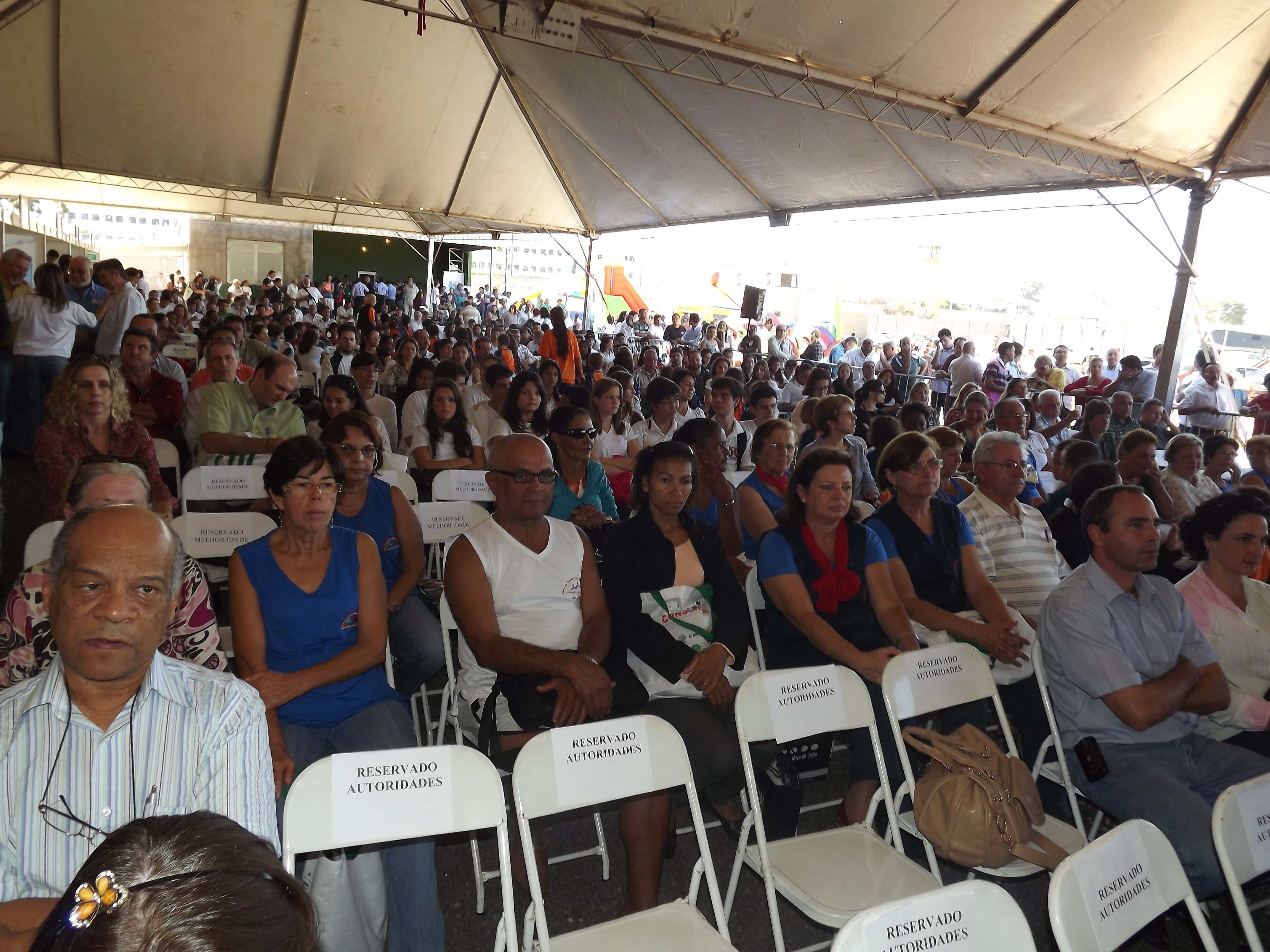
Amostra da população hortolandense, durante um evento na periferia da cidade.

Em 2010, segundo dados do Censo IBGE daquele ano, a população hortolandense era composta por 103 517 brancos (53,72%); 13 433 negros (6,97%); 74 353 pardos (38,59%); 1 184 amarelos (0,61%); e 205 indígenas (0,11%).
A chegada de pessoas vindas de outros países era mais comum no começo do século XX, sendo que a imigração contribuiu com a agricultura. Muitos imigrantes vinham em busca de emprego principalmente nas lavouras de café, sendo que ajudaram ainda no fortalecimento do comércio e até 1950 o atual município, quando pertencente a Sumaré, era composto basicamente por italianos e portugueses. Durante as décadas de 1980 e 90 destacou-se a chegada de pessoas oriundas de outras partes do Brasil, principalmente das proximidades da Região Metropolitana de Campinas, em decorrência do desenvolvimento desta. Em 1970, quando ainda era distrito, possuía 4 600 habitantes, enquanto que em 1991 a população já era de mais de 33 mil pessoas. Por outro lado, em 2010 281 pessoas saíram de Hortolândia para ir para outros países, sendo que 58 delas foram para o Estados Unidos (20,64%), 56 para o Japão (19,93%), 33 (11,74%) foram para Portugal, 30 (10,68%) para a Espanha e 18 para a Suécia (6,41%).

## Política e administração

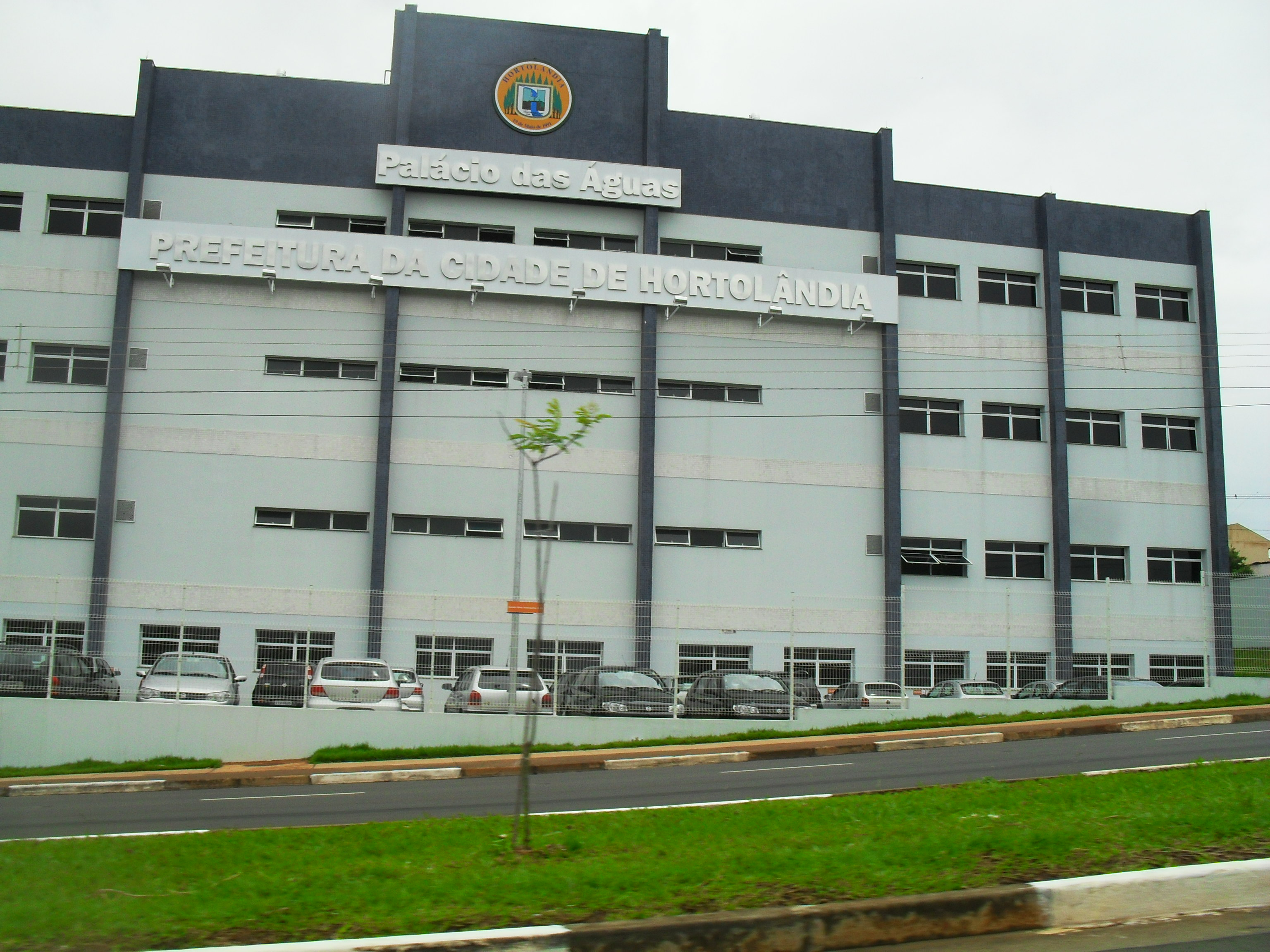
Palácio das Águas - Prefeitura Municipal de Hortolândia.

A administração municipal se dá pelo poder executivo e pelo poder legislativo. O primeiro a governar o município foi Luís Antônio Dias da Silva, do Partido do Movimento Democrático Brasileiro (PMDB), que foi eleito após a realização das primeiras eleições na cidade. Atualmente o prefeito municipal é José Nazareno Zezé Gomes, do Republicanos, que assumiu o cargo de prefeito na cidade após a morte do prefeito eleito Angelo Augusto Perugini decorrentes de complicações da COVID-19 que venceu as eleições municipais no Brasil em 2020. Pelo fato de Hortolândia ter menos de 200 mil eleitores e nenhum dos candidatos ter conseguido menos de 50% do total de votos no primeiro turno, não houve segundo turno. Em fevereiro de 2021 o Prefeito da Cidade Angelo Augusto Perugini foi afastado do cargo pela Câmara Municipal após testar positivo para a COVID-19 e ter sido internado no hospital Samaritano em Campinas, e ser transferido para um Hospital em São Paulo,  após  2 meses internado o prefeito eleito Faleceu no dia 1° de Abril de 2021. Assume oficialmente o vice-prefeito da Cidade José Nazareno Zeze Gomes (Zezé).
O poder legislativo é constituído pela câmara, composta por 19 vereadores eleitos para mandatos de quatro anos (em observância ao disposto no artigo 29 da Constituição) e está composta da seguinte forma: seis cadeiras do Partido dos Trabalhadores (PT); três cadeiras do Partido Socialista Brasileiro (PSB); três cadeiras do Partido Republicano Progressista (PRP); duas cadeiras do Partido da Social Democracia Brasileira (PSDB); duas cadeiras do Partido Pátria Livre (PPL); uma cadeira do Partido do Movimento Democrático Brasileiro (PMDB); uma do Partido Verde; e uma do Partido da República (PR). Cabe à casa elaborar e votar leis fundamentais à administração e ao Executivo, especialmente o orçamento participativo (Lei de Diretrizes Orçamentárias).
O município se rege ainda por lei orgânica, que foi promulgada em 9 de julho de 1993 e entrou em vigor nesta mesma data, e faz parte da Comarca de Sumaré. Possuía 132 379 eleitores em junho de 2012, o que representava 0,424% do total do estado de São Paulo. Possui uma cidade-irmã, sendo esta Xian, China. Hortolândia divide-se em 78 bairros oficiais, que estão distribuídos entre quatro unidades de Administrações Regionais, sendo elas AR Jardim Amanda, AR Rosolém, AR Jardim Nova Hortolândia e AR Centro.

## Economia

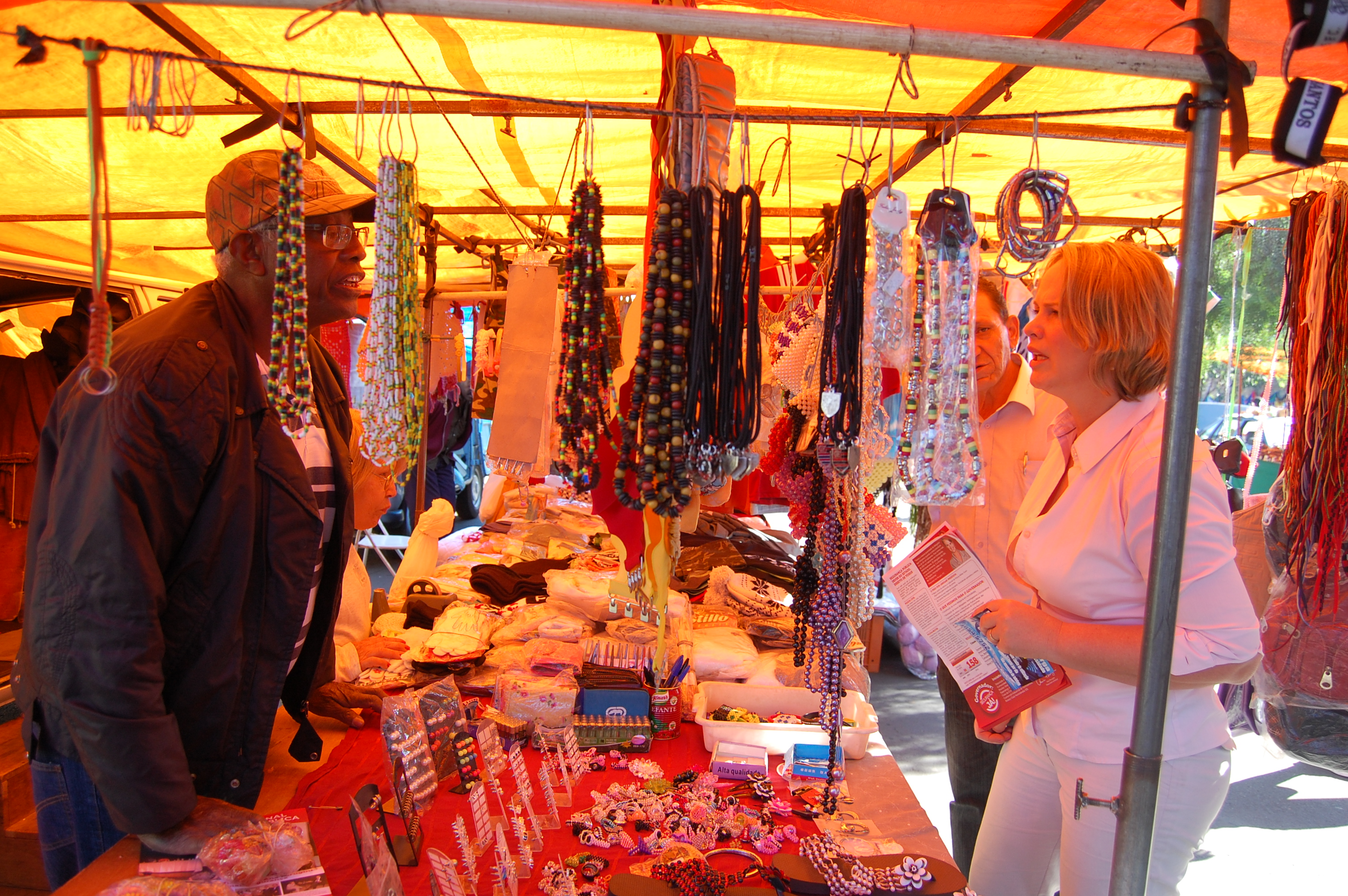
Feira livre em Hortolândia.

O Produto Interno Bruto (PIB) de Hortolândia é o quinto maior da Região Metropolitana de Campinas, o 27º maior do estado de São Paulo e o 89º de todo o país. De acordo com dados do IBGE, relativos a 2010, o PIB do município era de R$ 6 226 404 mil. 490 274 mil são de impostos sobre produtos líquidos de subsídios a preços correntes. O PIB per capita é de R$ 23 588,03 e em 2000 o Índice de Desenvolvimento Humano (IDH) de renda era de 0,7, sendo que o do Brasil naquele ano era de 0,723.
De acordo com o IBGE, a cidade possuía, no ano de 2010, 4 736 unidades locais e 4 674 empresas e estabelecimentos comerciais atuantes. 50 188 trabalhadores eram classificados como pessoal ocupado total e 44 204 categorizavam-se em pessoal ocupado assalariado. Salários juntamente com outras remunerações somavam 1 587 615 reais e o salário médio mensal de todo município era de 6,1 salários mínimos. A taxa de desemprego da população economicamente ativa é de 4%.
Setor primário
A agricultura é o setor menos relevante da economia de Hortolândia. De todo o PIB da cidade 4 152 mil reais é o valor adicionado bruto da agropecuária. Segundo o IBGE em 2010, o município contava com cerca de 100 bovinos, 24 equinos e 39 suínos. 12 vacas foram ordenhadas, sendo que a produção de leite chegou a 22 mil litros naquele ano. Não havia aves sendo criadas com fins agropecuários e também não existiam grandes lavouras que produziam para obter lucro, segundo o IBGE. A cidade se destaca apenas na agricultura familiar, por ser uma das cidades da Região Metropolitana de Campinas que mais compra produtos vindos diretamente de pequenos agricultores da região, fornecendo alimento para a Cozinha Comunitária da cidade, sendo que há 5 mil famílias cadastradas nas entidades assistenciais de Hortolândia.
Por volta de 1866, a área do atual município estava dividida em propriedades agrícolas. Esta região, que então pertencia a Campinas, se destacava nas produções de café, algodão e açúcar, além das culturas de subsistência. Porém em meados da década de 1970, inicia-se no lugar (agora Sumaré), um grande processo de industrialização, com incentivos fiscais, até a agricultura desaparecer quase que completamente.
Setor secundário

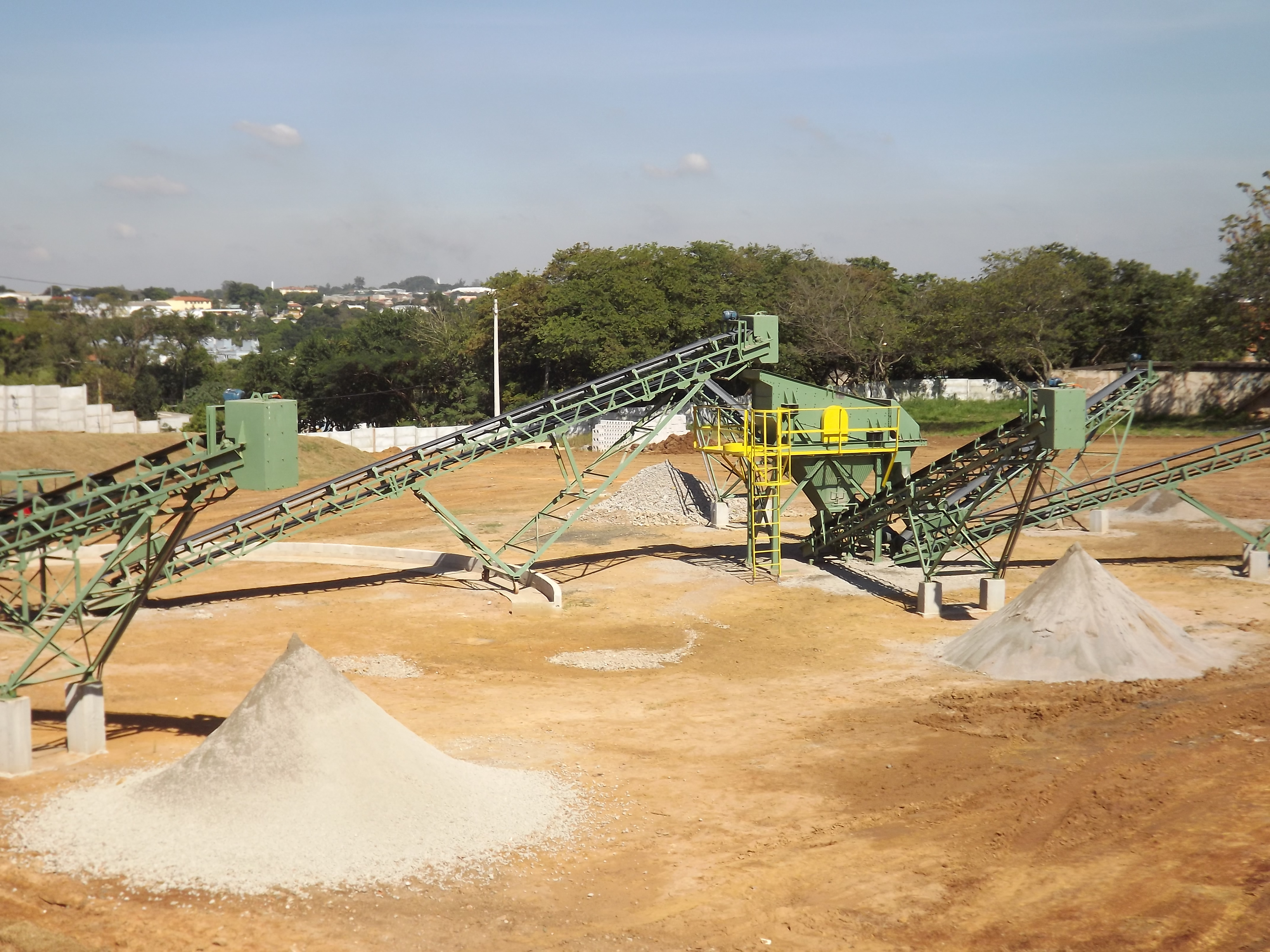
Usina de reciclagem de resíduos em Hortolândia.

A indústria, atualmente, é o segundo setor mais relevante para a economia do município. 1 605 035 reais do PIB municipal são do valor adicionado bruto da indústria (setor secundário). Sua estrutura industrial é formada também por empresas de alta tecnologia e que necessitam de mão-de-obra especializada. Com mais de 120 anos de registros históricos, dezoito deles com o posto de município, Hortolândia se solidifica na Região Metropolitana de Campinas (RMC) como uma cidade com grande desenvolvimento econômico. A cidade é sede da multinacional IBM, que se instalou ali em 1972. A empresa está situada no condomínio industrial Tech Town, que abriga outros empreendimentos de grande porte. É em Hortolândia também, que estão a Dow Corning, empresa de fabricação de silicone e, ainda, a Belgo-Mineira, Magneti Marelli, Magneti Marelli e o laboratório farmacêutico EMS. Em 2007, outras empresas de grande porte intalaram-se no município, como a Dell, uma das principais fabricantes de computadores do mundo, e a Wickbold, do ramo alimentício. Segundo a prefeitura, em 2007 45% da população trabalhava no setor industrial.

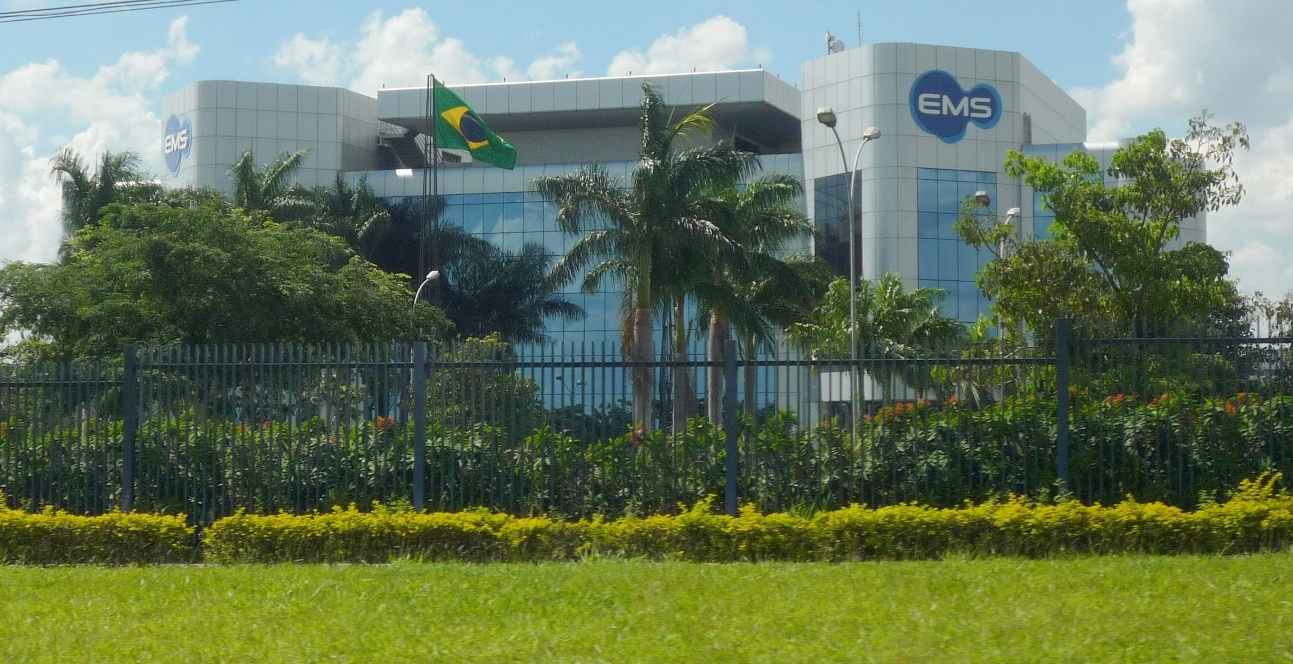
Sede da EMS em Hortolândia

O desenvolvimento industrial deve-se à localização privilegiada da cidade no estado. A proximidade de Hortolândia do Aeroporto Internacional de Viracopos, a presença de importantes vias rodoviárias ao seu redor e o fato de estar numa região de grande concentração de desenvolvimento no país, considerada polo científico e industrial, são fatores primordiais e definitivos para atrair empreendimentos. Na década de 1980, quando ainda era distrito de Sumaré, Hortolândia abrigava indústrias que geravam 60% do valor adicionado fiscal de Sumaré. Na segunda metade da década de 1990, o valor adicionado fiscal de Hortolândia saltou de R$ 870 milhões em 1995 para R$ 1,2 bilhão em 2000, tendo um pequeno decréscimo em 1997, porém voltando a crescer nos anos seguintes, fato que ocorreu principalmente devido à expansão do setor industrial. Entre 2005 e 2008, o tamanho da economia do município cresceu 105%, chegando a R$ 3,5 bilhões.
Setor terciário
A prestação de serviços rende 2 756 277 mil reais ao PIB municipal. Nos últimos anos vem sido percebido um crescimento do setor de comércio e serviços local. Segundo o Cadastro Geral de Empregados e Desempregados (CAGED), o comércio é o responsável pela geração da maior parte de empregos com carteira assinada na cidade atualmente. Entre 2005 e agosto de 2011 o setor gerou cerca de 20 mil vagas de emprego, sendo que 2 498 postos foram abertos entre janeiro e agosto de 2011.
Grandes empresas varejistas, estabelecimentos comerciais de grande porte e multinacionais do ramo do comércio instalaram-se recentemente na cidade, como o Atacado Tenda, as Lojas Pernambucanas, Lojas Americanas, Lojas Mariza, Mc'Donalds, Burguer King, Griletto, Subaway, entre outras, dentro do Shopping Hortolândia, no final de 2011, e a Magazine Luiza localizado do lado do Supermercado Paulistão Hortolândia. No Centro Comercial de Hortolândia concentra-se uma parcela significativa do movimento comercial local, sendo que o lucro cresce em até 30% em épocas especiais, como no natal. Outro importante polo comercial do município é o Shopping Hortolândia, inaugurado em 24 de novembro de 2011.

## Estrutura urbana

### Saúde
Em 2009, o município possuía 37 estabelecimentos de saúde entre hospitais, pronto-socorros, postos de saúde e serviços odontológicos, sendo 24 deles públicos e 13 privados. Neles a cidade possuía 68 leitos para internação, sendo que todos esses estavam nos públicos. Em 2011, 99,6% das crianças menores de 1 ano estavam com a carteira de vacinação em dia. Em 2010, foram registrados 2 743 nascidos, sendo que o índice de mortalidade infantil era de 8,2 a cada mil crianças menores de um ano de idade e 99,7% do total de nascidos vivos tiveram
seus partos assistidos por profissionais qualificados de saúde. Neste mesmo ano, 15,1% do total de mulheres grávidas eram de meninas que tinham menos de 20 anos. 5 464 crianças foram pesadas pelo Programa Saúde da Família, sendo que 0,5% delas estavam desnutridas.
Secretaria Municipal de Saúde é o órgão ligado de forma direta à prefeitura do município de Hortolândia e tem por função a manutenção e funcionamento do Sistema Único de Saúde (SUS), assim como a criação de políticas, programas e projetos que visem à saúde municipal. Dentre os serviços de apoio e atenção básica são alguns: o Programa Saúde da Família (PSF), as Unidades Básicas de Saúde (UBS) e o Serviço de Atendimento Móvel de Urgência (SAMU). Compõem ainda os serviços desenvolvidos pela prefeitura municipal o centro de zoonoses, responsável pelo controle de doenças transmitidas por animais, e a divisão de vigilância em saúde composta pelas seções de saúde epidemiológica e vigilância sanitária. O principal hospital é o Hospital Municipal e Maternidade Governador Mário Covas, localizado no bairro Jardim Mirante.

### Educação

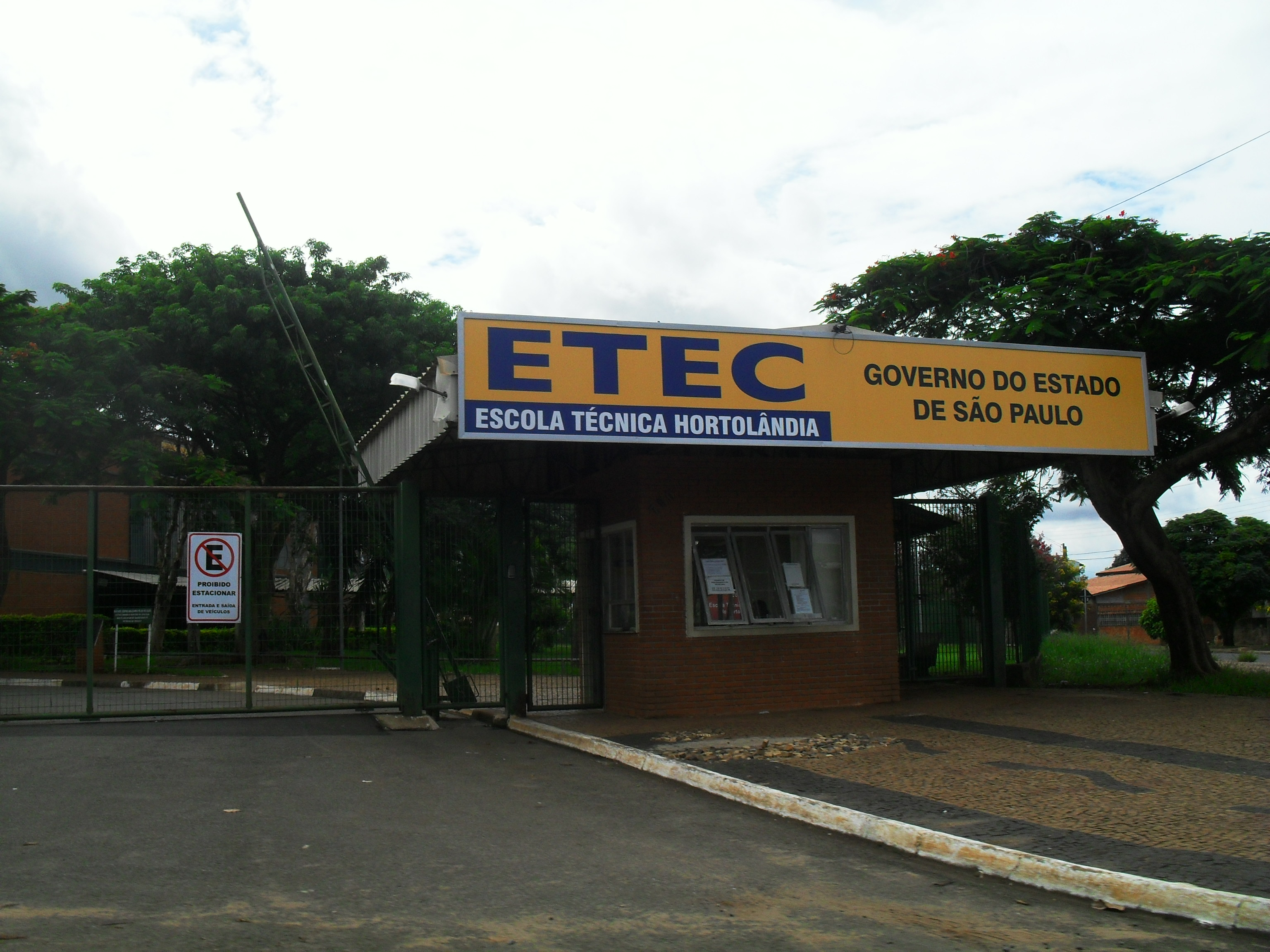
Escola Técnica de Hortolândia

O Índice de Desenvolvimento da Educação Básica (IDEB) médio entre as escolas públicas de Hortolândia era, no ano de 2009, de 5,0 (numa escala de avaliação que vai de nota 1 à 10), sendo que a nota obtida por alunos do 5º ano (antiga 4ª série) foi de 5,4 e do 9º ano (antiga 8ª série) foi de 4,6; o valor das escolas públicas de todo o Brasil era de 4,0. O IDEB do 5º ano foi o 1086º maior do país, enquanto que o do 9º ano foi o 656º. O valor do Índice de Desenvolvimento Humano (IDH) da educação era de 0,883 (classificado como elevado), enquanto o do Brasil é 0,849.
O município contava, em 2009, com aproximadamente 45 584 matrículas nas redes públicas e particulares. Segundo o IBGE, naquele mesmo ano, das 69 escolas do ensino fundamental, 26 pertenciam à rede pública estadual, 34 à rede pública municipal e 9 eram escolas particulares. Dentre as 25 instituições de ensino médio, 22 pertenciam à rede pública estadual e 3 às redes particulares. Em 2010, 16,0% das crianças de 7 a 14 anos não estavam cursando o ensino fundamental. A taxa de conclusão, entre jovens de 15 a 17 anos naquele ano, era de 66,2%. O índice de alfabetização da população 15 ou mais de idade, em 2010, era de 99,1%. Em 2006, para cada 100 meninas do ensino fundamental, havia 102 meninos.

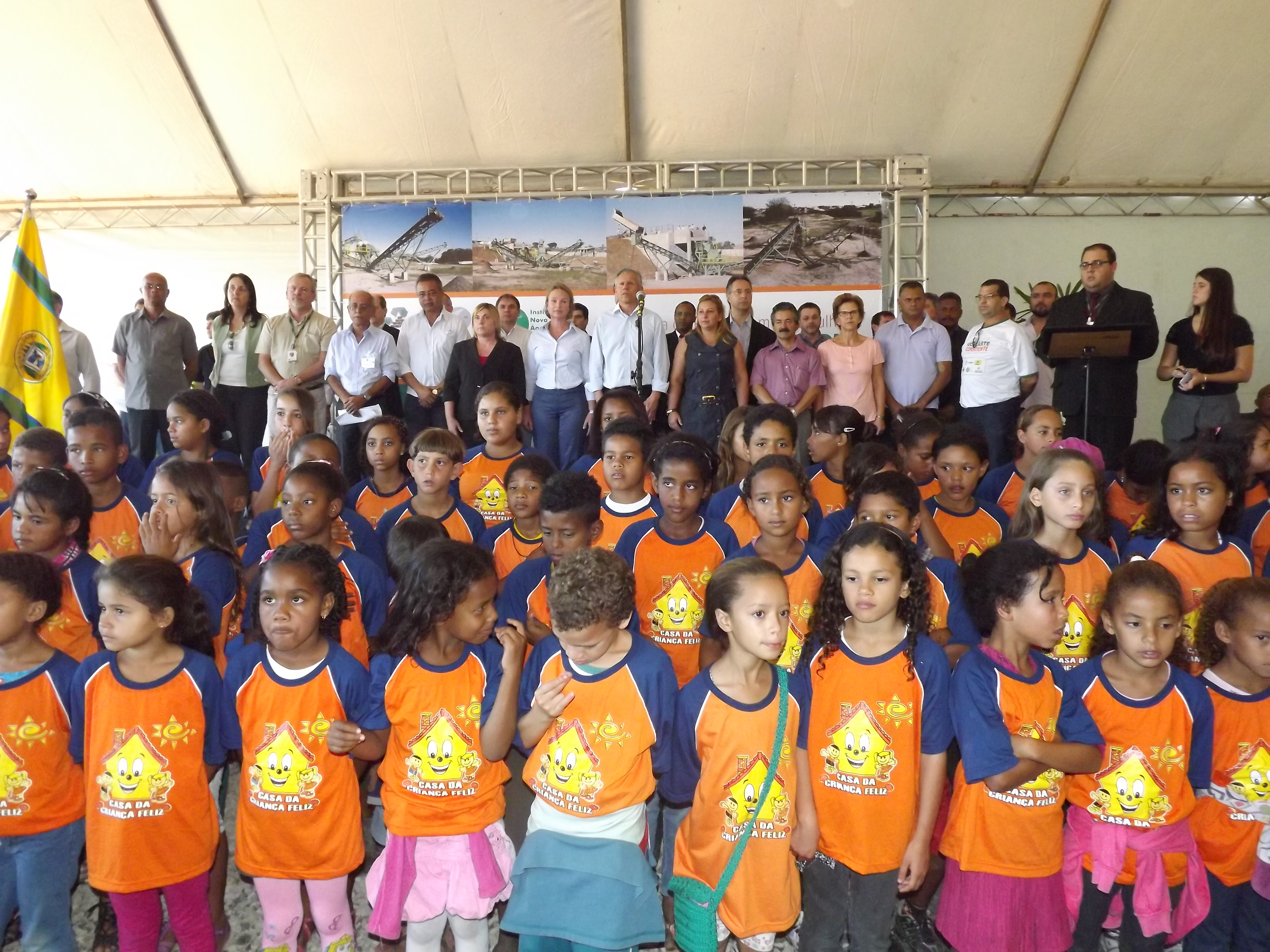
Crianças de uma escola municipal de Hortolândia.

A Secretaria Municipal de Educação tem como objetivo coordenar e assessorar administrativa e pedagogicamente o sistema escolar de Hortolândia. São exemplos de programas coordenados pela Secretaria com foco voltado à população a Educação de Jovens e Adultos (EJA), que é a rede de ensino gratuita e voltada para adultos que não concluíram o ensino fundamental, e a rede de Educação Especial, onde  alunos que têm deficiência física são conduzidos por professores especializados.
Atualmente a cidade conta com duas instituições de nível superior: um campus do Centro Universitário Adventista de São Paulo (Unasp), uma instituição confessional-privada que oferta todos os níveis, desde a educação infantil até a superior, e; um campus do Instituto Federal de Educação, Ciência e Tecnologia de São Paulo (IFSP), instituição pública, que conta com cursos superiores e técnicos em diversas áreas de tecnologia. Além disso, conta com polos de educação a distância da Faculdade de Comunicação Social de Hortolândia (FCSH), da Faculdade Internacional de Curitiba (Facinter), da Faculdade Paulista de Administração e Ciências Contábeis de Hortolândia (Fapacch), da Universidade Anhanguera-Uniderp e da Universidade Paulista (UNIP Interativa).
| Ensino pré-escolar | 5 187  | 215   | 40 |
| Ensino fundamental | 32 148 | 1 257 | 69 |
| Ensino médio       | 8 249  | 482   | 25 |

### Ciência e tecnologia
Hortolândia possui uma escola técnica, a ETEC Hortolândia, constituída por cursos técnicos nas áreas de informática, administração, secretariado e nutrição. Destaca-se o curso de informática, que qualifica profissionais técnicos na área de programação. São ministrados componentes curriculares de desenvolvimento de software, nas linguagens C e Java. Os profissionais formados saem aptos ao mercado de trabalho na área de informática, em especial, na área de programação de software. A cidade também foi incluída no plano de expansão da rede federal de educação profissional e tecnológica do Ministério da Educação, sendo ela uma das cidades-polo para implantação das novas unidades descentralizadas do CEFET-SP. Na RMC, apenas Hortolândia e Campinas foram agraciadas com a implantação das novas unidades no plano do MEC em 2010.
Na cidade está ainda um polo tecnológico, que tem como objetivo colaborar no desenvolvimento científico e tecnológico da região, atraindo empresas que invistam em pesquisa e desenvolvimento de produtos voltados para as áreas da indústria e tecnologia, a exemplos do Centro de Serviços da IBM, Dell Computadores e a chinesa ZTE.

### Criminalidade e segurança pública
A provisão de segurança pública de Hortolândia é dada por diversos organismos, sendo que a Secretaria de Segurança Pública é a responsável pelo setor. A Prefeitura mantém uma Guarda Municipal, tendo a função de proteger bens, serviços e instalações do Município e colaborar com o órgão de fiscalização municipal. A Polícia Militar, uma força estadual, é a responsável pelo policiamento ostensivo, o patrulhamento bancário, ambiental, prisional, escolar e de eventos especiais, além de realizar ações de integração social. Já a Polícia Civil tem o objetivo de combater e apurar as ocorrências de crimes e infrações.
A queda de homicídios por causas relacionadas à violência urbana se deve a um conjunto de políticas que aumentou a repressão, além de medidas tomadas pela Polícia Militar do Estado de São Paulo (PMSP), como o Registro Digital de Ocorrência (RDO), adotado em mais 46 municípios do estado de São Paulo. O RDO permite que os boletins de ocorrência (BOs) feitos nas unidades policiais sejam padronizados via intranet, armazenados em bancos de dados e consultados por outros órgãos policiais.

### Habitação, serviços e comunicação

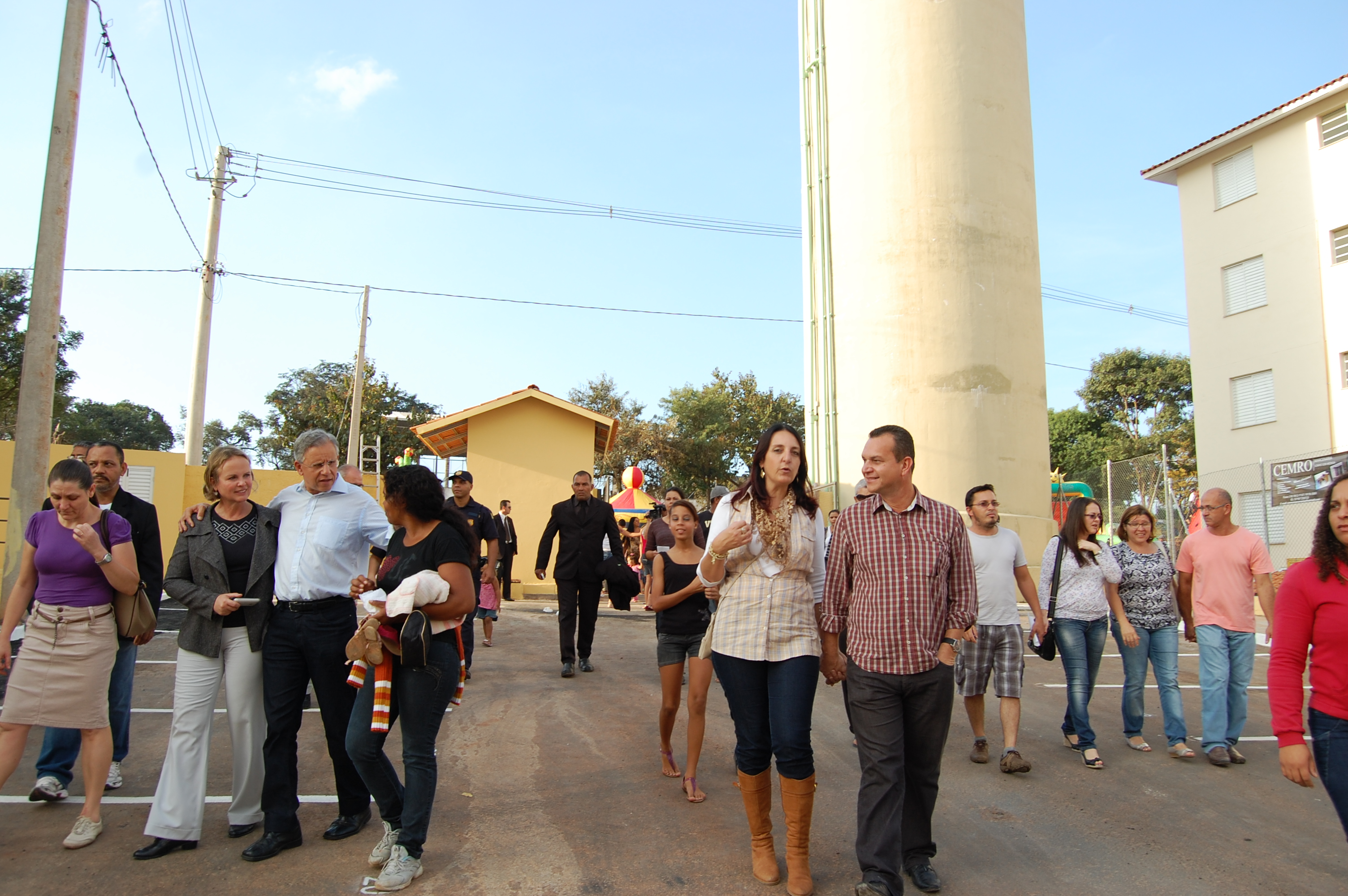
Conjunto de casas populares sendo inaugurado na cidade em junho de 2012.

No ano de 2010, segundo o IBGE, a cidade tinha 55 393 domicílios particulares permanentes, sendo 53 865 casas, 1 217 apartamentos, 177 casas de vilas ou em condomínios e 134 cômodos ou cortiços. Do número total de domicílios, 39 496 eram imóveis próprios, sendo 37 012 próprios já quitados, 2 484 em aquisição e 11 526 alugados; 3 227 imóveis foram cedidos, sendo 274 por empregador e 2 953 cedidos de outra maneira. 1 144 foram ocupados de outra forma. Grande parte do município conta com água tratada, energia elétrica, esgoto, limpeza urbana, telefonia fixa e telefonia celular. Naquele ano, 98,14% dos domicílios eram atendidos pela rede geral de abastecimento de água; 99,64% das moradias possuíam algum tipo de coleta de lixo e 99,6% das residências possuíam banheiro de uso exclusivo do domicílio.
O abastecimento de água em Hortolândia, assim como em grande parte do estado de São Paulo, é feito pela Companhia de Saneamento Básico do Estado de São Paulo. A empresa assumiu os serviços de saneamento em Hortolândia em 1997, época em que o município não possuía coleta de esgoto e o abastecimento de água era precário. Em setembro de 2011 existiam cerca de 50 mil ligações de água na cidade, sendo que atualmente (2012) cerca de 20% do esgoto produzido é tratado. Há duas estações de tratamento, uma inaugurada em 9 de setembro de 2000, com capacidade para armazenar mais 17 milhões de litros de água, e outra inaugurada em abril de 2012, com capacidade para tratar até 300 litros por segundo.

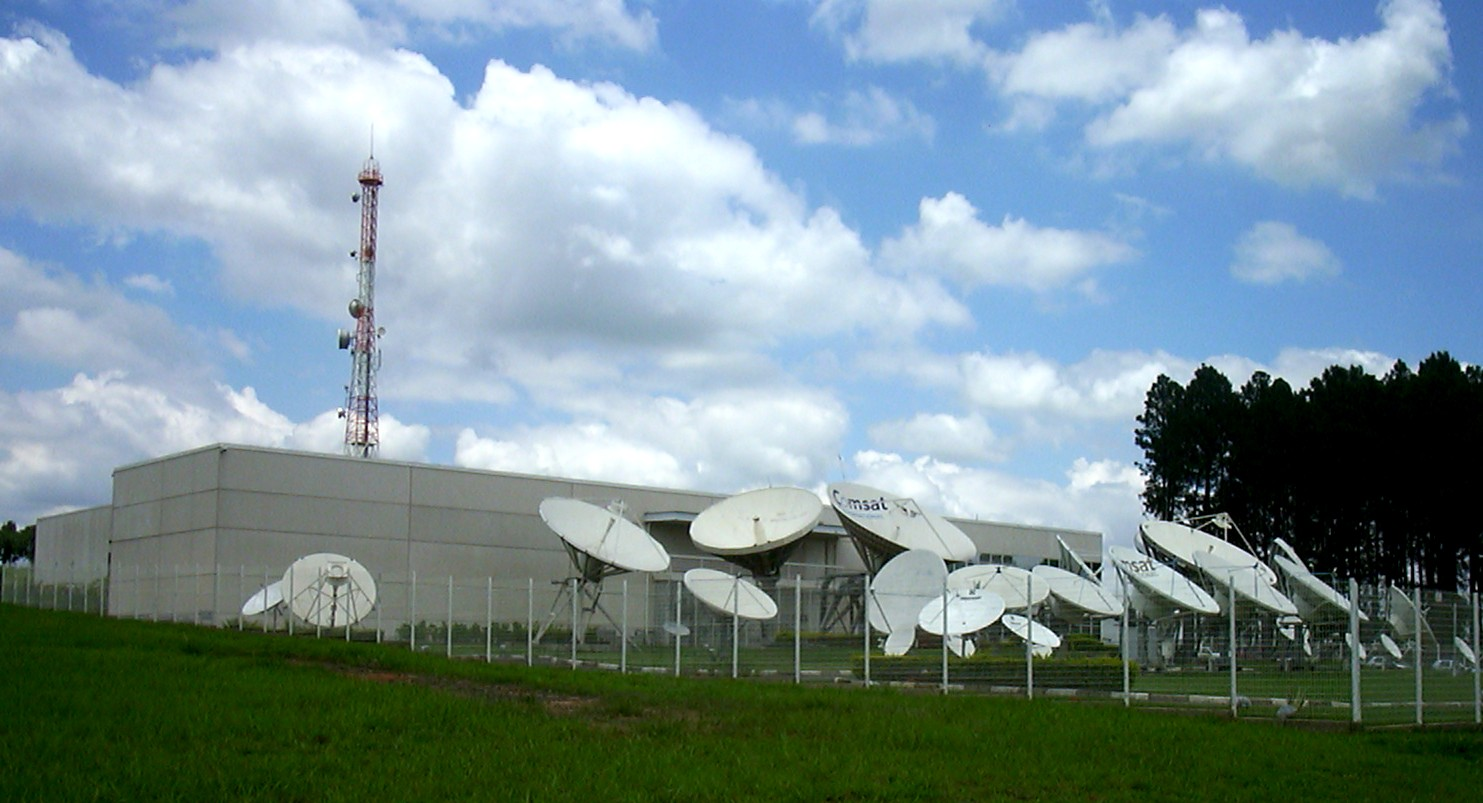
Estações terrestres em Hortolândia da COMSAT, empresa norte-americana de sistemas de comunicação via satélite.

A responsável pelo abastecimento de energia elétrica em Hortolândia é a Companhia Paulista de Força e Luz (CPFL Paulista), que atende ainda a outros 234 municípios do Interior de São Paulo. Em 2010 99,92% dos domicílios do município eram atendidos pelo serviço.
O sistema de telefones automáticos foi inaugurado na cidade em 1979 pela Telecomunicações de São Paulo (TELESP), que também implantou o sistema de discagem direta à distância (DDD) em 1979 com o código de área (0192). Na década de 90 o código DDD da cidade foi alterado para (019), para padronização do sistema telefônico com a telefonia celular que estava sendo implantada em todo o estado.
O serviço telefônico móvel, por telefone celular, é oferecido por diversas operadoras. Alguns pontos já contam com rede wireless (internet sem fio). Ainda há serviços de internet discada e banda larga (ADSL) sendo oferecidos por diversos provedores de acesso gratuitos e pagos. O código de área (DDD) de Hortolândia é 019 e o Código de Endereçamento Postal (CEP) da cidade vai de 13183-001 a 13189-999.
Há vários canais nas faixas Very High Frequency (VHF) e Ultra High Frequency (UHF), havendo emissoras afiliadas na própria cidade ou em cidades próximas. Hortolândia também possui jornais em circulação, sendo produzidos na cidade o "Página Popular" e o "Jornal de Hortolândia", além de estar em área de abrangência de circulação do Correio Popular, Folha de S.Paulo e Spasso Comercial. Algumas das principais emissoras de rádio são a Rádio Jovem7, a Rádio Anexo e Reflexo, a Rádio Vida, a Rádio Vida Web e a Web Vinil. Dentro da área da comunicação, o município se destaca por sediar no condomínio industrial Tech Town um complexo da Communications Satellite Corporation (COMSAT), uma das principais empresas de sistemas de comunicação via satélite do mundo, com sede nos Estados Unidos.

### Transportes
Aeroviário

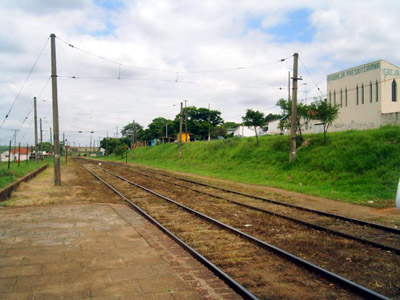
Linha férrea que passa por Hortolândia.

Hortolândia não conta com aeroportos comerciais em seu território, entretanto, o Aeroporto Internacional de Viracopos/Campinas encontra-se no município de Campinas, a cerca de 30  km do centro de Hortolândia, na mesma Região Metropolitana de Campinas, atendendo a toda região com voos diários para São Paulo e outros destinos do Brasil e do mundo. O território do atual município possui ferrovias desde 1916, sendo que a principal estação ferroviária da cidade, a Estação Hortolândia (antiga Estação Jacuba), foi inaugurada naquele ano como posto telegráfico e transformada em ponto de parada em 1º de abril de 1917. Nesta época pertencia à Companhia Paulista de Estradas de Ferro, que administrou a ferrovia até 1971, quando a empresa responsável passou a ser a Ferrovia Paulista S/A (FEPASA). No começo da década de 1990 o transporte ferroviário começou a decair na região, assim como em grande parte do estado de São Paulo e do Brasil, e a estação foi desativada em 1991. Atualmente está abandonada, porém há projetos de restauração do prédio. Hoje ainda há linhas que cortam o território hortolandense e que são administradas pela Brasil Ferrovias, que parte de Campinas passando por Hortolândia e indo para Sumaré, de lá parte para outras cidades do interior do estado e sul de Minas Gerais. Porém estão reduzidas a poucas viagens diárias de trens cargueiros, com locomotivas movidas a diesel a uma baixíssima velocidade, que transportam cargas para outras cidades de São Paulo.

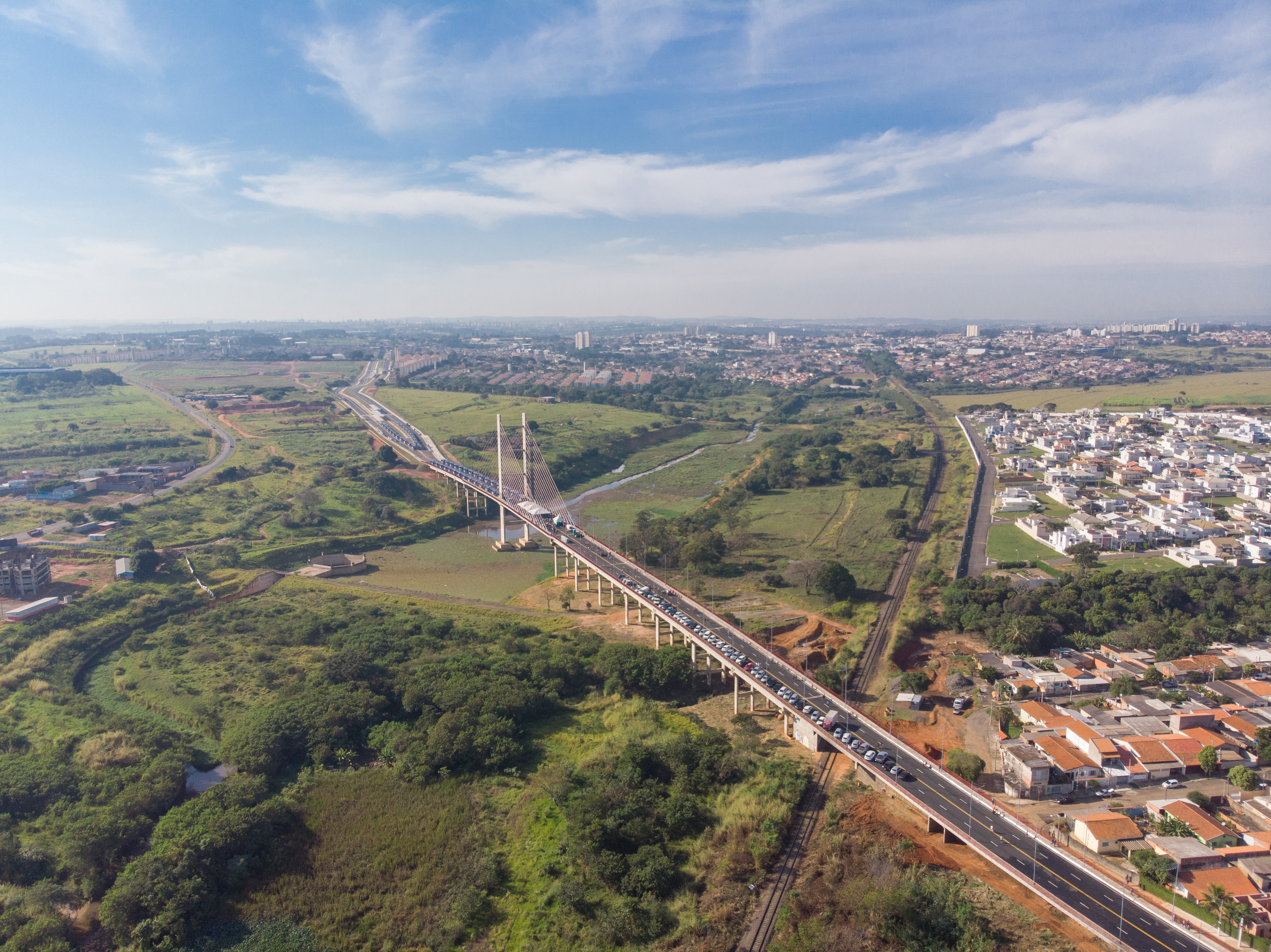
Vista aérea da Ponte Estaiada de Hortolândia

O município de Hortolândia conta com uma rede rodoferroviária privilegiada, que através da Via Anhanguera e da Rodovia dos Bandeirantes, liga a cidade à capital do estado; pela Rodovia Dom Pedro I com o sul de Minas Gerais, municípios do Vale do Paraíba e ao eixo Rio-São Paulo, possui também um fácil acesso à Sorocaba, através das interligações da Anhanguera e Bandeirantes com a Rodovia Castelo Branco, e ao Aeroporto Internacional de Viracopos. Dentro do contexto regional, a SP-330, no trevo da Rodovia Anhanguera, faz a ligação para Paulínia, entre Sumaré e Hortolândia, a SP-304 (Rodovia Luiz de Queiroz) liga Hortolândia a Sumaré, Nova Odessa, Americana e Piracicaba; a SMR-020 interliga Sumaré e Hortolândia, com uma pista pavimentada; a SMR-040 interliga Hortolândia a Monte Mor, com uma pista pavimentada. A cidade tem como vias rodoviárias: a SP-101 (Rodovia Jornalista Francisco Aguirre Proença, que liga Campinas a Monte Mor) e a SP-348 (Rodovia dos Bandeirantes).

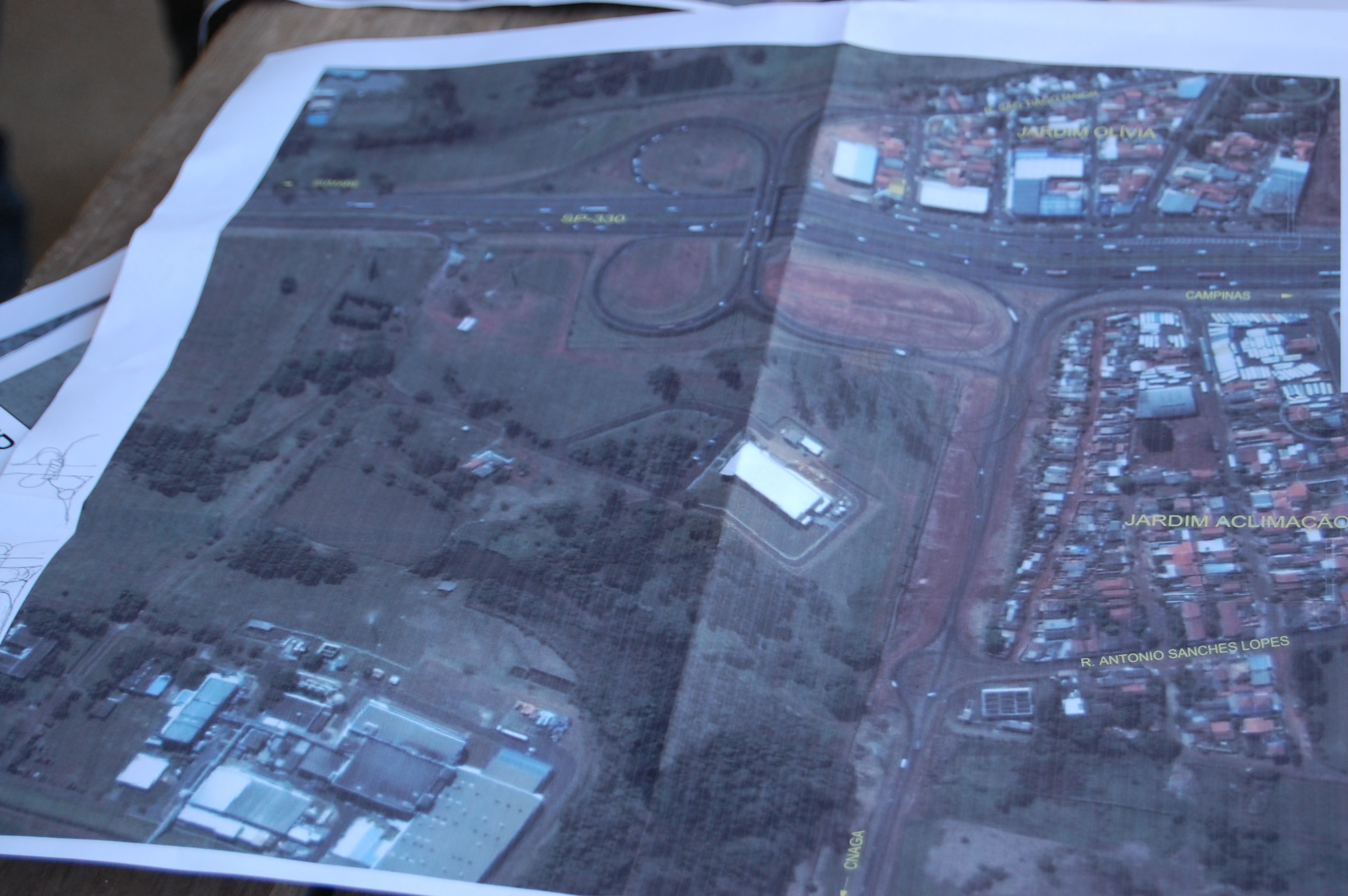
Projeto de construção de ponte que ligará o bairro Jardim Nova Europa a Sumaré até a Rodovia Anhanguera.

A frota municipal no ano de 2010 era de 61 479 veículos, sendo 42 207 automóveis, 1 437 caminhões, 225 caminhões trator, 2 929 caminhonetes, 1 509 caminhonetas, 288 micro-ônibus, 10 987 motocicletas, 997 motonetas, 311 ônibus, nove tratores de rodas, 24 utilitários e 556 outros tipos de veículos. As avenidas duplicadas e pavimentadas e diversos semáforos facilitam o trânsito da cidade, mas o crescimento no número de veículos nos últimos dez anos está gerando um tráfego cada vez mais lento de carros, principalmente na Sede do município. Além disso, tem se tornado difícil encontrar vagas para estacionar no centro comercial da cidade, o que vem gerando alguns prejuízos ao comércio. Em 2007 existiam cinco linhas urbanas; Parque do Horto–Novo Ângulo (itinerário que corta o município no sentido norte-sul, passando pela região central); Jardim Amanda–Jardim Carmem Cristina (ligando bairros populosos, estendendo até o Jardim Conceição no limite do município com Campinas); Jardim São Pedro–Parque Orestes Ongaro (liga estes bairros utilizando o eixo da Avenida da Emancipação); Jardim São Sebastião–Jardim Nova Hortolândia (liga os dois bairros passando pela Região Central); e Jardim Amanda–Jardim Rosolém (liga os referidos bairros passando pela região central). Há linhas interurbanas que fazem o trajeto Campinas–Hortolândia (adentram todo o território de Hortolândia, ligando os bairros com Campinas através de linhas intermunicipais que cortam o município) e Hortolândia–Sumaré (adentram todo o território de Hortolândia e se interligam com Sumaré através das estradas localizadas na região oeste da cidade).

## Cultura
A Secretaria Municipal de Cultura de Hortolândia é o órgão público que visa melhorar e manter os setores cultural e artístico da cidade, por meio de atrações culturais e de entretenimento. Fomenta a organização de atividades musicais, teatrais e de danças a fim de estimular a  inclusão social e a elaboração de políticas e ações culturais.

### Artes cênicas

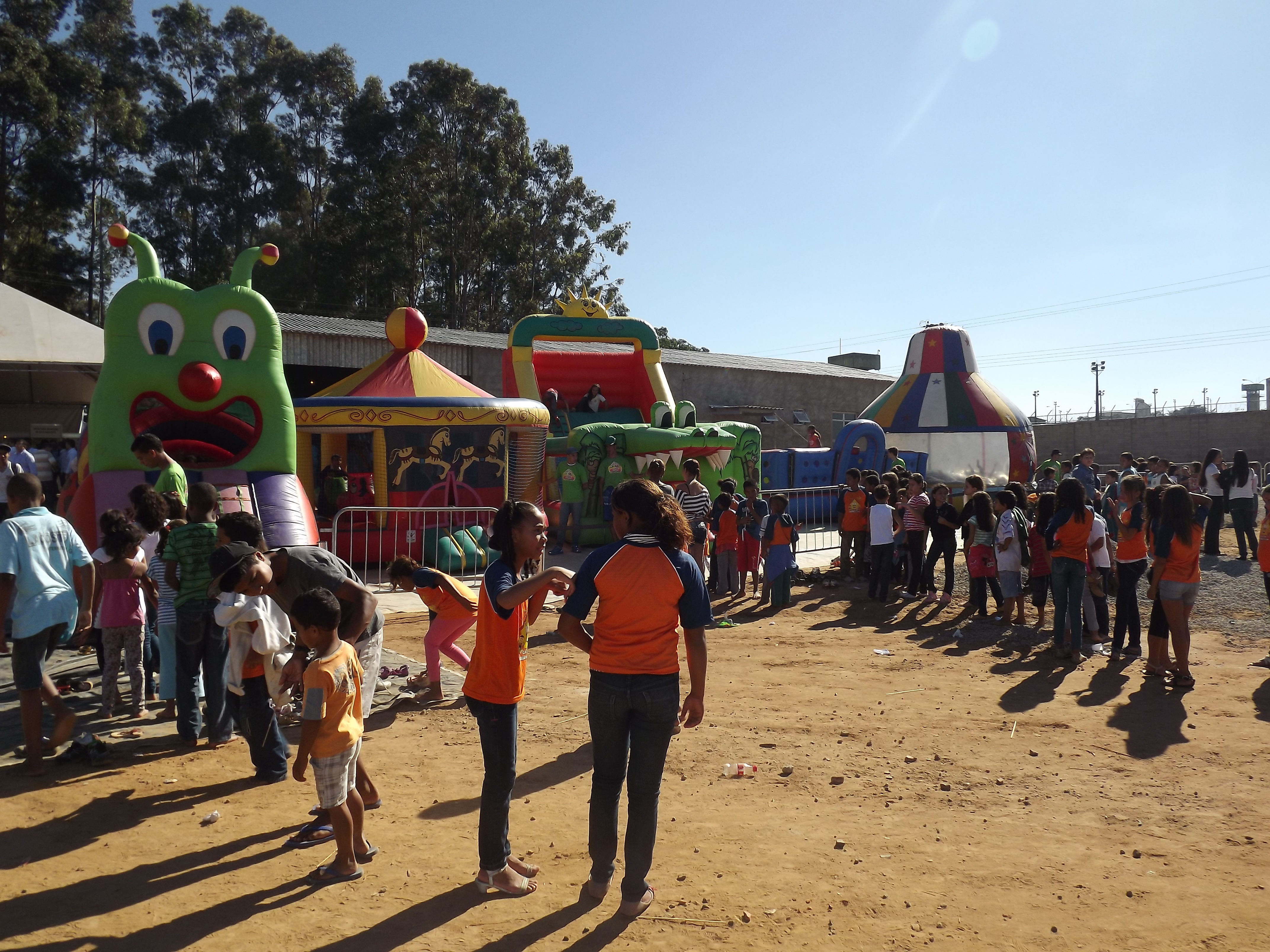
Crianças de escola municipal em momento de lazer.

A cidade conta com vários espaços dedicados à realização de eventos culturais das áreas teatral e musical. Em parceria com o Ministério da Cultura (MinC), a cidade conta com três pontos de cultura, que desenvolvem projetos de música instrumental, violão popular, teatro, vídeo e musicalização infantil. Além desses projetos, é possível ter contato com elementos do hip hop, com catira, roda de viola, artesanato, samba de roda, entre outros. A cidade tem uma grande representatividade na cultura afro-descendente, tendo como principais nomes as Mães Dango e Eleonora. Hortolândia integra a chamada Câmara Temática de Cultura, que é composta pelos municípios da Região Metropolitana de Campinas e um dos principais objetivos é a organização de projetos que divulguem artistas das cidades da RMC e indique-os para apresentações na região. Também há projetos em que crianças da 1ª à 4ª série de escolas municipais participam de cursos gratuitos nas áreas de cultura, esporte, cidadania e educação como teatro, dança, capoeira, artes plásticas, música, inclusão digital e literatura.
Hortolândia conta com um Infocentro e uma Casa Brasil. As apresentações culturais da cidade se concentram em vários espaços, como: Auditório Arlete Afonso do Colégio Adventista IASP, em seis auditórios das escolas de ensino fundamental e Câmara Municipal. A Secretaria de Cultura também se ocupa em oferecer aulas de artes à população. O Centro de Arte e Cultura (CAC), localizado no Jardim Nova Hortolândia, atende a diversos alunos todos os anos em cursos como violão, samba, teatro, ginástica, forró, lian gong, dança de rua, xadrez, manobras com bicicleta e kung-fu,  formando ainda grupos de dança compostos por alunos e que representam a cidade em festivais de diferentes regiões do estado e até do Brasil.
Está em implantação o Sistema Municipal de Bibliotecas, que atualmente é integrado pela Biblioteca Ramal do Jardim Amanda, pela Biblioteca Central de Hortolândia, pelas três unidades do Centro de Atenção Integral à Criança (CAIC) e pelos diversos pontos de leitura que foram instalados em vários pontos da cidade pela prefeitura e Secretaria da Cultura. Também há um projeto de "disque-entrega" de livros em toda a cidade, em que os usuários cadastrados no sistema municipal da biblioteca solicitam os títulos via Internet ou por meio do portal de voz que será criado. Muitas das bibliotecas e pontos de leitura são usadas não só para leitura mas também para realização de pesquisas.

### Música
A cidade é palco de vários eventos musicais que são organizados no decorrer do ano, onde se apresentam desde bandas regionais até aquelas que têm fama nacional ou mesmo internacional. Há por exemplo o Moto Fest, realizado pela Prefeitura de Hortolândia e o Moto Clube Margozeira, no Parque Socioambiental Dorothy Stang, em que desde 2000 se apresentam bandas de rock das décadas de 1950 e 80; a Festa do Peão, realizada desde 2004 onde em quatro ou cinco dias se apresentam diversos cantores, de fama regional até nacional, como Michel Teló, Luan Santana e Gusttavo Lima; e o Planeta Rock, com apresentação de bandas de rock.
Muitos desses eventos visam incentivar a continuação da carreira das bandas que foram formadas na cidade. Dentre as bandas de rock se destacam regionalmente Top Of Mind, Anti-fobia, The Noite, BR116, Reggae Rock Jurubeba; Em Danger; UPO HC; Spyler; Garagem 73; Metal Knigths; Dhrama; Slippery; Nosferatu; e Velho Novo. Na cidade, os grupos de rap Realidade Cruel e Face da Morte obtiveram destaque nacional: o primeiro foi formado em 1990 (embora tenha se tornado profissional apenas em 1998) e tem lançou oito discos; o segundo, além ter criado uma gravadora independente com o mesmo nome da banda (que inclusive lança as músicas do Realidade Cruel), lançou cinco discos desde sua formação em 1995.
Hortolândia também possui uma banda municipal, que frequentemente atua nos eventos públicos realizados pela prefeitura municipal e também pela própria banda, em eventos oferecidos gratuitamente para a população. Criada em 1994 pela Lei Municipal n°188, a Banda Municipal de Hortolândia é um dos pilares de fundação do CEMMH (Centro de Educação Musical Municipal de Hortolândia). Formada por instrumentos da família das madeiras, metais e percussão, oferece repertório eclético que abrange a todos os gêneros musicais de cunho erudito e popular. No CEMMH, são oferecidos cursos gratuitos para todos os jovens que desejam aprender música e algum instrumento de sopro e percussão. Nele também estão contidos alguns grupos de câmara, que são separados por instrumentos, a exemplo do grupo de saxofones e grupo de flautas, que atuam também, assim como a banda em eventos realizados pela prefeitura municipal do município.

### Atrativos naturais e arquitetônicos

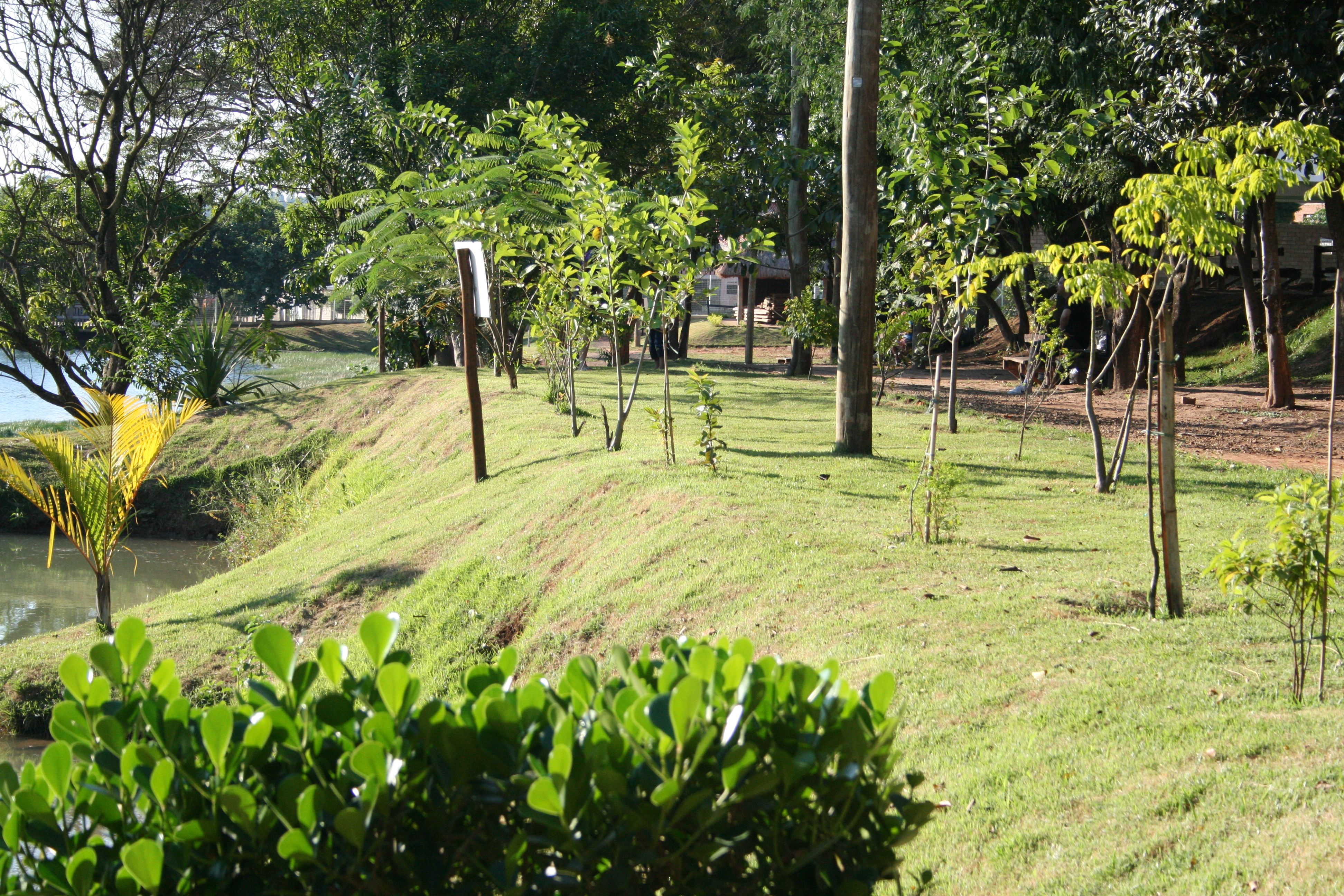
Parque Socioambiental Irmã Dorothy Stang, que situa-se no bairro Jardim Nossa Senhora de Fátima.

Além dos atrativos cênicos, Hortolândia ainda possui uma banda de monumentos históricos, atrativos naturais e lugares para visita. O Parque Sócio-Ambiental Irmã Dorothy Stang conta com pista para caminhada, ciclovias, espaço para ginástica, quiosque, área para shows e eventos, playground e sala verde para a realização de atividades socioambientais e oficinas, além do Ginásio Poliesportivo “Victor Savala”, o Centro de Treinamento de Ginástica Artística “Yasmin Geovana Santos Bomfim, o Centro de Arte e Cultura (CAC) e o Espaço Criança Ecológica. Em julho de 2012 foram inaugurados outros dois atrativos; o Recanto das Tartarugas, composto por duas espécies de tartarugas aquáticas e um jabuti (espécie de tartaruga terrestre), criado afim de combater o depósito impróprio delas nas lagoas do município pela população, e o Orquidário e Laboratório da Fauna, que está localizado numa área de 80 m² e abriga mais de 60 espécies de orquídeas.
O Parque Santa Clara/CREAPE (Centro de Referência Ambiental Parque Escola) abriga o Museu de História Natural Iberaba, que possui mais de 200 espécies de animais empalhados, e possui um local de produção de objetos e móveis feitos com materiais recicláveis, oferecendo oficinas de reciclagem com atividades a crianças.
O Parque Linear Chico Mendes também possui pista para caminhadas, ciclovia, playground, equipamentos de ginástica, mesas e bancos. Ele foi inaugurado em maio de 2010, em comemoração ao aniversário da cidade, e possui área de 840 metros de extensão, estando onde situava-se uma antiga fábrica de cerâmicas, às margens do Córrego Santa Clara. Intervenções de revitalização foram feitas e a área verde do lugar foi recuperada.
No Jardim Rosolem destaca-se a praça A Poderosa, criada em 1995, ela causou polêmica devido seu custo, que na época foi de R$ 1 Milhão de Reais. Ela passa por reformas e está em construção um anfiteatro ao ar livre, destinado à realização de grandes espetáculos de teatro, música e dança, além de uma área de lazer com 1 400 metros circulares.

### Eventos
A Secretaria de Cultura e o governo estadual promovem ainda diversos festivais e concursos. O Festival de Teatro, por exemplo, proporciona aos participantes e espectadores a possibilidade de conhecer as áreas da escrita, leitura e do teatro como forma de arte, ajudando a desenvolver a expressão corporal, oral e escrita. Nele são relembradas obras literárias bem como seus autores. O Festival Estudantil de Teatro, realizado desde 2007, envolve as escolas da cidade, dando foco à produção artística no meio estudantil. O Festival de Dança visa ensinar aos participantes e mesmo ao público movimentos corporais, ritmos e consciência corporal através da dança, valorizando ainda tradições e costumes culturais do município e região. Já o Festival de Música é organizado pelas escolas às quais o projeto esta vinculado, aprimorando conhecimentos e habilidades dos estudantes envolvidos.
Além das comemorações artísticas, também se destacam na cidade eventos como: as festas juninas, organizadas tanto em escolas públicas e particulares quanto em praças ou locais públicos, havendo consumo de comidas e bebidas típicas e tradicionais danças de quadrilha; a Gincana da Integração, realizada nas escolas no início do ano letivo, a fim de colaborar com alunos novatos a conhecer as dependências da escola e se familiarizarem com o novo local de estudo, além de arrecadar materiais de limpeza, higiene pessoal e alimentícios, que serão doados a instituição de assistência social de Hortolândia; e o Carnaval de Hortolândia, com apresentações de blocos de escolas de samba e shows; além da Festa do Peão, do Moto Fest e do Planeta Rock, citados anteriormente.

### Esporte

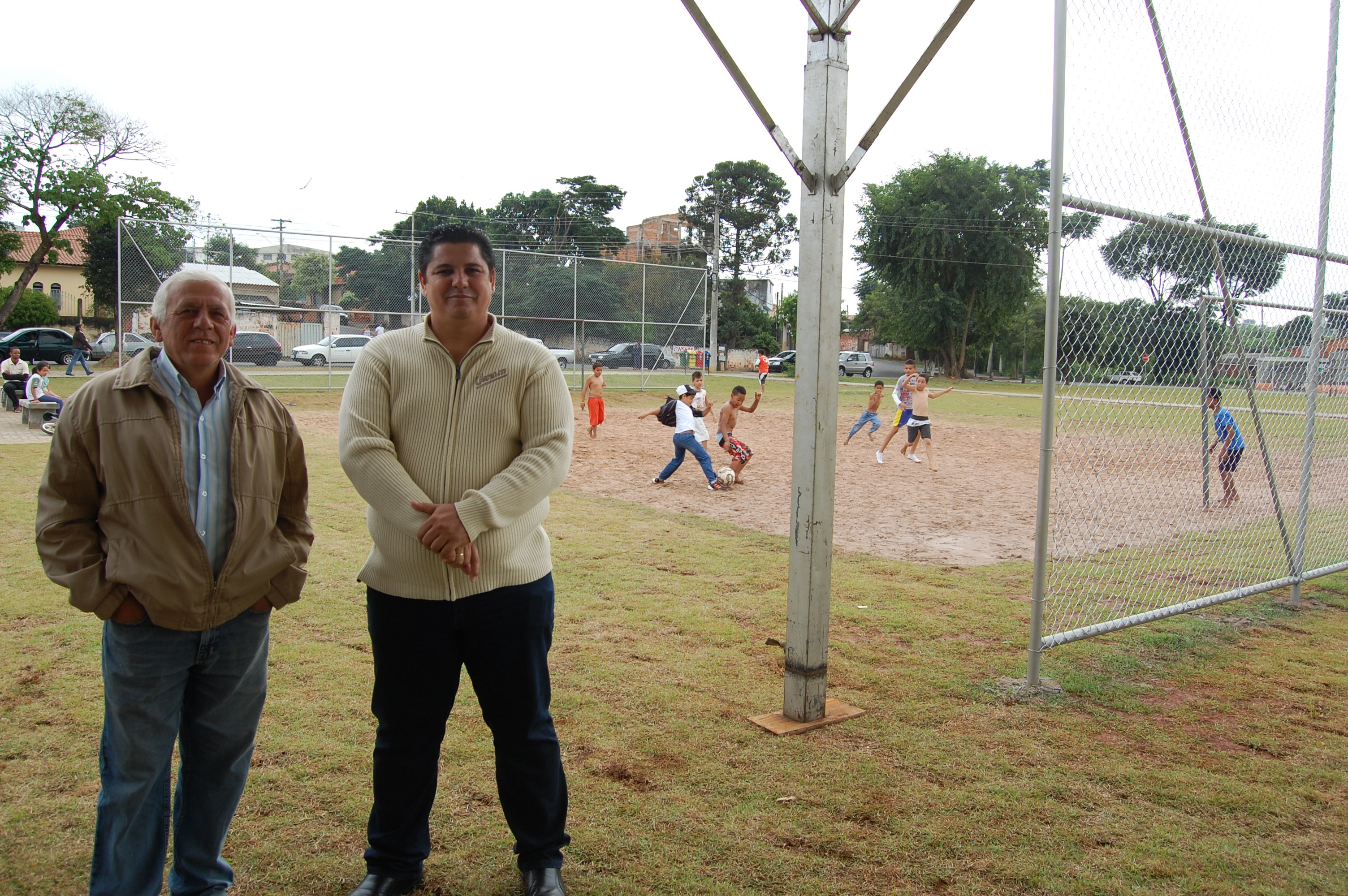
Campo de futebol na Praça Maria Madalena de Oliveira (Praça do Malta), bairro Jardim Malta.

Em 2006 a cidade ganhou um time de futebol profissional, o Social Esportiva Vitória (SEV), que já disputou algumas edições das divisões inferiores do Campeonato Paulista. Hortolândia sempre foi marcada pelo futebol amador que nos finais de semana agitam os campos da cidade. Em 19 de março deste mesmo ano, a prefeitura inaugurou o primeiro estádio de porte profissional com condições aprovadas pela Federação Paulista de Futebol (FPF), o Estádio Municipal José Francisco Breda, ou apenas Tico Breda, como é conhecido. O estádio localizado no Centro Poliesportivo Nelson Cancian, no Jardim Nova Hortolândia, foi reformado e ampliado rapidamente para que pudesse atender as exigências da FPF e receber jogos do SEV Hortolândia.[carece de fontes?] No ano de 2008, pela primeira vez, a cidade foi uma das escolhidas para sediar os jogos da Copa São Paulo de Futebol Júnior. Em 2009, pela segunda vez foi uma das sedes da copinha, durante a primeira fase, segunda fase, oitavas-de-finais e quartas-de-finais da edição de 2009.
Frequentemente a Secretaria Municipal de Esportes também organiza diversos eventos esportivos ou ajuda na realização de campeonatos regionais, tais como a Copa Horto de Futsal, a Copa Municipal de Futsal, o Campeonato Amador de Futebol, o Campeonato Regional de Judô, e o Torneio de Vôlei e Basquete. Em Hortolândia ainda há equipes de atletismo, basquete, capoeira, ginástica artística, handebol, natação e vôlei de praia.

### Feriados
Em Hortolândia há dois feriados municipais, oito feriados nacionais e seis pontos facultativos. Os feriados municipais são o dia do aniversário da cidade, comemorado em 19 de maio; e o Dia da Consciência Negra, em 20 de novembro. De acordo com a lei federal nº 9.093, aprovada em 12 de setembro de 1995, os municípios podem ter no máximo quatro feriados municipais de cunho religioso, já incluída a Sexta-Feira Santa.